# Bắt Tốt qua đường
Bắt Tốt qua đường (tiếng Pháp: [ɑ̃ paˈsɑ̃] En passant) là nước đi đặc biệt để bắt quân trong cờ vua, chỉ xảy ra khi quân Tốt bắt quân Tốt vừa di chuyển hai ô trong lượt đầu tiên theo hướng chéo lên. Quân Tốt sau khi thực hiện en passant sẽ ở vị trí mà nếu như con Tốt bị bắt ban đầu chỉ di chuyển một ô. Luật này sinh ra nhằm đảm bảo rằng một quân Tốt sẽ không thể thoát khỏi Tốt của đối phương một cách dễ dàng bằng việc di chuyển hai ô ngay lập tức.
Việc bắt Tốt qua đường chỉ có thể xảy ra ngay trong lượt mà quân Tốt đã di chuyển hai ô lập tức, không thể được thực hiện ở các nước đi sau đó. Trong biên bản ván đấu, hành động này có thể được kí hiệu quốc tế là e.p, kí hiệu tiếng Việt là q.đ.

## Nguyên tắc

Hình họa biểu diễn hành động bắt Tốt qua đường

Điều kiện để một quân Tốt có thể thực hiện việc bắt quân Tốt đối phương bằng en passant là:
- quân Tốt bị bắt di chuyển hai bước ở nước đi trước đó
- quân Tốt thực hiện việc bắt đứng ngay cạnh quân Tốt bị bắt sau khi di chuyển theo hàng ngang.

Nếu hai điều kiện trên thỏa mãn, quân Tốt thực hiện việc bắt sẽ di chuyển theo hướng chéo lên hướng mà quân Tốt bị bắt di chuyển (hay di chuyển tới ô mà nếu quân Tốt bị bắt chỉ di chuyển một bước) sau đó loại quân Tốt bị bắt ra khỏi bàn cờ. Thực hiện việc bắt Tốt qua đường không hợp lệ sẽ bị xử thua ngay lập tức, và việc bắt Tốt này không bắt buộc trừ khi là nước đi hợp lệ duy nhất có thể thực hiện.
|   | a                                              | b                                              | c                                              | d                                              | e                                              | f                                              | g                                              | h                                              |   |
| 8 | f7 black pawn · f6 black cross · e5 white pawn | f7 black pawn · f6 black cross · e5 white pawn | f7 black pawn · f6 black cross · e5 white pawn | f7 black pawn · f6 black cross · e5 white pawn | f7 black pawn · f6 black cross · e5 white pawn | f7 black pawn · f6 black cross · e5 white pawn | f7 black pawn · f6 black cross · e5 white pawn | f7 black pawn · f6 black cross · e5 white pawn | 8 |
| 7 | f7 black pawn · f6 black cross · e5 white pawn | f7 black pawn · f6 black cross · e5 white pawn | f7 black pawn · f6 black cross · e5 white pawn | f7 black pawn · f6 black cross · e5 white pawn | f7 black pawn · f6 black cross · e5 white pawn | f7 black pawn · f6 black cross · e5 white pawn | f7 black pawn · f6 black cross · e5 white pawn | f7 black pawn · f6 black cross · e5 white pawn | 7 |
| 6 | f7 black pawn · f6 black cross · e5 white pawn | f7 black pawn · f6 black cross · e5 white pawn | f7 black pawn · f6 black cross · e5 white pawn | f7 black pawn · f6 black cross · e5 white pawn | f7 black pawn · f6 black cross · e5 white pawn | f7 black pawn · f6 black cross · e5 white pawn | f7 black pawn · f6 black cross · e5 white pawn | f7 black pawn · f6 black cross · e5 white pawn | 6 |
| 5 | f7 black pawn · f6 black cross · e5 white pawn | f7 black pawn · f6 black cross · e5 white pawn | f7 black pawn · f6 black cross · e5 white pawn | f7 black pawn · f6 black cross · e5 white pawn | f7 black pawn · f6 black cross · e5 white pawn | f7 black pawn · f6 black cross · e5 white pawn | f7 black pawn · f6 black cross · e5 white pawn | f7 black pawn · f6 black cross · e5 white pawn | 5 |
| 4 | f7 black pawn · f6 black cross · e5 white pawn | f7 black pawn · f6 black cross · e5 white pawn | f7 black pawn · f6 black cross · e5 white pawn | f7 black pawn · f6 black cross · e5 white pawn | f7 black pawn · f6 black cross · e5 white pawn | f7 black pawn · f6 black cross · e5 white pawn | f7 black pawn · f6 black cross · e5 white pawn | f7 black pawn · f6 black cross · e5 white pawn | 4 |
| 3 | f7 black pawn · f6 black cross · e5 white pawn | f7 black pawn · f6 black cross · e5 white pawn | f7 black pawn · f6 black cross · e5 white pawn | f7 black pawn · f6 black cross · e5 white pawn | f7 black pawn · f6 black cross · e5 white pawn | f7 black pawn · f6 black cross · e5 white pawn | f7 black pawn · f6 black cross · e5 white pawn | f7 black pawn · f6 black cross · e5 white pawn | 3 |
| 2 | f7 black pawn · f6 black cross · e5 white pawn | f7 black pawn · f6 black cross · e5 white pawn | f7 black pawn · f6 black cross · e5 white pawn | f7 black pawn · f6 black cross · e5 white pawn | f7 black pawn · f6 black cross · e5 white pawn | f7 black pawn · f6 black cross · e5 white pawn | f7 black pawn · f6 black cross · e5 white pawn | f7 black pawn · f6 black cross · e5 white pawn | 2 |
| 1 | f7 black pawn · f6 black cross · e5 white pawn | f7 black pawn · f6 black cross · e5 white pawn | f7 black pawn · f6 black cross · e5 white pawn | f7 black pawn · f6 black cross · e5 white pawn | f7 black pawn · f6 black cross · e5 white pawn | f7 black pawn · f6 black cross · e5 white pawn | f7 black pawn · f6 black cross · e5 white pawn | f7 black pawn · f6 black cross · e5 white pawn | 1 |
|   | a                                              | b                                              | c                                              | d                                              | e                                              | f                                              | g                                              | h                                              |   |

|   | a                                              | b                                              | c                                              | d                                              | e                                              | f                                              | g                                              | h                                              |   |
| 8 | f6 black cross · e5 white pawn · f5 black pawn | f6 black cross · e5 white pawn · f5 black pawn | f6 black cross · e5 white pawn · f5 black pawn | f6 black cross · e5 white pawn · f5 black pawn | f6 black cross · e5 white pawn · f5 black pawn | f6 black cross · e5 white pawn · f5 black pawn | f6 black cross · e5 white pawn · f5 black pawn | f6 black cross · e5 white pawn · f5 black pawn | 8 |
| 7 | f6 black cross · e5 white pawn · f5 black pawn | f6 black cross · e5 white pawn · f5 black pawn | f6 black cross · e5 white pawn · f5 black pawn | f6 black cross · e5 white pawn · f5 black pawn | f6 black cross · e5 white pawn · f5 black pawn | f6 black cross · e5 white pawn · f5 black pawn | f6 black cross · e5 white pawn · f5 black pawn | f6 black cross · e5 white pawn · f5 black pawn | 7 |
| 6 | f6 black cross · e5 white pawn · f5 black pawn | f6 black cross · e5 white pawn · f5 black pawn | f6 black cross · e5 white pawn · f5 black pawn | f6 black cross · e5 white pawn · f5 black pawn | f6 black cross · e5 white pawn · f5 black pawn | f6 black cross · e5 white pawn · f5 black pawn | f6 black cross · e5 white pawn · f5 black pawn | f6 black cross · e5 white pawn · f5 black pawn | 6 |
| 5 | f6 black cross · e5 white pawn · f5 black pawn | f6 black cross · e5 white pawn · f5 black pawn | f6 black cross · e5 white pawn · f5 black pawn | f6 black cross · e5 white pawn · f5 black pawn | f6 black cross · e5 white pawn · f5 black pawn | f6 black cross · e5 white pawn · f5 black pawn | f6 black cross · e5 white pawn · f5 black pawn | f6 black cross · e5 white pawn · f5 black pawn | 5 |
| 4 | f6 black cross · e5 white pawn · f5 black pawn | f6 black cross · e5 white pawn · f5 black pawn | f6 black cross · e5 white pawn · f5 black pawn | f6 black cross · e5 white pawn · f5 black pawn | f6 black cross · e5 white pawn · f5 black pawn | f6 black cross · e5 white pawn · f5 black pawn | f6 black cross · e5 white pawn · f5 black pawn | f6 black cross · e5 white pawn · f5 black pawn | 4 |
| 3 | f6 black cross · e5 white pawn · f5 black pawn | f6 black cross · e5 white pawn · f5 black pawn | f6 black cross · e5 white pawn · f5 black pawn | f6 black cross · e5 white pawn · f5 black pawn | f6 black cross · e5 white pawn · f5 black pawn | f6 black cross · e5 white pawn · f5 black pawn | f6 black cross · e5 white pawn · f5 black pawn | f6 black cross · e5 white pawn · f5 black pawn | 3 |
| 2 | f6 black cross · e5 white pawn · f5 black pawn | f6 black cross · e5 white pawn · f5 black pawn | f6 black cross · e5 white pawn · f5 black pawn | f6 black cross · e5 white pawn · f5 black pawn | f6 black cross · e5 white pawn · f5 black pawn | f6 black cross · e5 white pawn · f5 black pawn | f6 black cross · e5 white pawn · f5 black pawn | f6 black cross · e5 white pawn · f5 black pawn | 2 |
| 1 | f6 black cross · e5 white pawn · f5 black pawn | f6 black cross · e5 white pawn · f5 black pawn | f6 black cross · e5 white pawn · f5 black pawn | f6 black cross · e5 white pawn · f5 black pawn | f6 black cross · e5 white pawn · f5 black pawn | f6 black cross · e5 white pawn · f5 black pawn | f6 black cross · e5 white pawn · f5 black pawn | f6 black cross · e5 white pawn · f5 black pawn | 1 |
|   | a                                              | b                                              | c                                              | d                                              | e                                              | f                                              | g                                              | h                                              |   |

|   | a             | b             | c             | d             | e             | f             | g             | h             |   |
| 8 | f6 white pawn | f6 white pawn | f6 white pawn | f6 white pawn | f6 white pawn | f6 white pawn | f6 white pawn | f6 white pawn | 8 |
| 7 | f6 white pawn | f6 white pawn | f6 white pawn | f6 white pawn | f6 white pawn | f6 white pawn | f6 white pawn | f6 white pawn | 7 |
| 6 | f6 white pawn | f6 white pawn | f6 white pawn | f6 white pawn | f6 white pawn | f6 white pawn | f6 white pawn | f6 white pawn | 6 |
| 5 | f6 white pawn | f6 white pawn | f6 white pawn | f6 white pawn | f6 white pawn | f6 white pawn | f6 white pawn | f6 white pawn | 5 |
| 4 | f6 white pawn | f6 white pawn | f6 white pawn | f6 white pawn | f6 white pawn | f6 white pawn | f6 white pawn | f6 white pawn | 4 |
| 3 | f6 white pawn | f6 white pawn | f6 white pawn | f6 white pawn | f6 white pawn | f6 white pawn | f6 white pawn | f6 white pawn | 3 |
| 2 | f6 white pawn | f6 white pawn | f6 white pawn | f6 white pawn | f6 white pawn | f6 white pawn | f6 white pawn | f6 white pawn | 2 |
| 1 | f6 white pawn | f6 white pawn | f6 white pawn | f6 white pawn | f6 white pawn | f6 white pawn | f6 white pawn | f6 white pawn | 1 |
|   | a             | b             | c             | d             | e             | f             | g             | h             |   |

Chỉ các quân Tốt mới có khả năng bắt hoặc bị bắt Tốt qua đường, các quân cờ khác cũng có khả năng bắt quân theo hướng chéo như Vua, Hậu và Tượng không thể thực hiện điều này. Bắt Tốt qua đường cũng là nước ăn quân duy nhất mà việc bắt quân không đưa quân thực hiện hành động bắt tới vị trí quân bị bắt.:463

## Ký hiệu
Khi sử dụng hệ thống ký hiệu cờ vua đại số, một nước bắt Tốt qua đường sẽ được kí hiệu bằng việc xác định tọa độ quân Tốt thực hiện việc bắt (không phải của quân Tốt bị bắt). Tuy nhiên, nước đi này cũng có thể được ghi chú thêm "e.p" (viết tắt của en passant) hoặc tương tự với các ngôn ngữ khác. Ví dụ, khi ký hiệu cờ vua bằng đại số, bxa3 hay bxa3 e.p đều có thể sử dụng để chỉ việc quân Tốt Đen ở b4 bắt Tốt Trắng a4 qua đường.:216

## Các ví dụ
|   | a | b | c | d | e | f | g | h |   |
| 8 | a8 black rook · b8 black knight · c8 black bishop · d8 black queen · e8 black king · f8 black bishop · h8 black rook · a7 black pawn · b7 black pawn · c7 black pawn · d7 black circle · f7 black pawn · g7 black pawn · h7 black pawn · d6 black cross · d5 black pawn · e5 white pawn · d4 white queen · e4 black knight · f3 white knight · a2 white pawn · b2 white pawn · c2 white pawn · f2 white pawn · g2 white pawn · h2 white pawn · a1 white rook · b1 white knight · c1 white bishop · e1 white king · f1 white bishop · h1 white rook | a8 black rook · b8 black knight · c8 black bishop · d8 black queen · e8 black king · f8 black bishop · h8 black rook · a7 black pawn · b7 black pawn · c7 black pawn · d7 black circle · f7 black pawn · g7 black pawn · h7 black pawn · d6 black cross · d5 black pawn · e5 white pawn · d4 white queen · e4 black knight · f3 white knight · a2 white pawn · b2 white pawn · c2 white pawn · f2 white pawn · g2 white pawn · h2 white pawn · a1 white rook · b1 white knight · c1 white bishop · e1 white king · f1 white bishop · h1 white rook | a8 black rook · b8 black knight · c8 black bishop · d8 black queen · e8 black king · f8 black bishop · h8 black rook · a7 black pawn · b7 black pawn · c7 black pawn · d7 black circle · f7 black pawn · g7 black pawn · h7 black pawn · d6 black cross · d5 black pawn · e5 white pawn · d4 white queen · e4 black knight · f3 white knight · a2 white pawn · b2 white pawn · c2 white pawn · f2 white pawn · g2 white pawn · h2 white pawn · a1 white rook · b1 white knight · c1 white bishop · e1 white king · f1 white bishop · h1 white rook | a8 black rook · b8 black knight · c8 black bishop · d8 black queen · e8 black king · f8 black bishop · h8 black rook · a7 black pawn · b7 black pawn · c7 black pawn · d7 black circle · f7 black pawn · g7 black pawn · h7 black pawn · d6 black cross · d5 black pawn · e5 white pawn · d4 white queen · e4 black knight · f3 white knight · a2 white pawn · b2 white pawn · c2 white pawn · f2 white pawn · g2 white pawn · h2 white pawn · a1 white rook · b1 white knight · c1 white bishop · e1 white king · f1 white bishop · h1 white rook | a8 black rook · b8 black knight · c8 black bishop · d8 black queen · e8 black king · f8 black bishop · h8 black rook · a7 black pawn · b7 black pawn · c7 black pawn · d7 black circle · f7 black pawn · g7 black pawn · h7 black pawn · d6 black cross · d5 black pawn · e5 white pawn · d4 white queen · e4 black knight · f3 white knight · a2 white pawn · b2 white pawn · c2 white pawn · f2 white pawn · g2 white pawn · h2 white pawn · a1 white rook · b1 white knight · c1 white bishop · e1 white king · f1 white bishop · h1 white rook | a8 black rook · b8 black knight · c8 black bishop · d8 black queen · e8 black king · f8 black bishop · h8 black rook · a7 black pawn · b7 black pawn · c7 black pawn · d7 black circle · f7 black pawn · g7 black pawn · h7 black pawn · d6 black cross · d5 black pawn · e5 white pawn · d4 white queen · e4 black knight · f3 white knight · a2 white pawn · b2 white pawn · c2 white pawn · f2 white pawn · g2 white pawn · h2 white pawn · a1 white rook · b1 white knight · c1 white bishop · e1 white king · f1 white bishop · h1 white rook | a8 black rook · b8 black knight · c8 black bishop · d8 black queen · e8 black king · f8 black bishop · h8 black rook · a7 black pawn · b7 black pawn · c7 black pawn · d7 black circle · f7 black pawn · g7 black pawn · h7 black pawn · d6 black cross · d5 black pawn · e5 white pawn · d4 white queen · e4 black knight · f3 white knight · a2 white pawn · b2 white pawn · c2 white pawn · f2 white pawn · g2 white pawn · h2 white pawn · a1 white rook · b1 white knight · c1 white bishop · e1 white king · f1 white bishop · h1 white rook | a8 black rook · b8 black knight · c8 black bishop · d8 black queen · e8 black king · f8 black bishop · h8 black rook · a7 black pawn · b7 black pawn · c7 black pawn · d7 black circle · f7 black pawn · g7 black pawn · h7 black pawn · d6 black cross · d5 black pawn · e5 white pawn · d4 white queen · e4 black knight · f3 white knight · a2 white pawn · b2 white pawn · c2 white pawn · f2 white pawn · g2 white pawn · h2 white pawn · a1 white rook · b1 white knight · c1 white bishop · e1 white king · f1 white bishop · h1 white rook | 8 |
| 7 | a8 black rook · b8 black knight · c8 black bishop · d8 black queen · e8 black king · f8 black bishop · h8 black rook · a7 black pawn · b7 black pawn · c7 black pawn · d7 black circle · f7 black pawn · g7 black pawn · h7 black pawn · d6 black cross · d5 black pawn · e5 white pawn · d4 white queen · e4 black knight · f3 white knight · a2 white pawn · b2 white pawn · c2 white pawn · f2 white pawn · g2 white pawn · h2 white pawn · a1 white rook · b1 white knight · c1 white bishop · e1 white king · f1 white bishop · h1 white rook | a8 black rook · b8 black knight · c8 black bishop · d8 black queen · e8 black king · f8 black bishop · h8 black rook · a7 black pawn · b7 black pawn · c7 black pawn · d7 black circle · f7 black pawn · g7 black pawn · h7 black pawn · d6 black cross · d5 black pawn · e5 white pawn · d4 white queen · e4 black knight · f3 white knight · a2 white pawn · b2 white pawn · c2 white pawn · f2 white pawn · g2 white pawn · h2 white pawn · a1 white rook · b1 white knight · c1 white bishop · e1 white king · f1 white bishop · h1 white rook | a8 black rook · b8 black knight · c8 black bishop · d8 black queen · e8 black king · f8 black bishop · h8 black rook · a7 black pawn · b7 black pawn · c7 black pawn · d7 black circle · f7 black pawn · g7 black pawn · h7 black pawn · d6 black cross · d5 black pawn · e5 white pawn · d4 white queen · e4 black knight · f3 white knight · a2 white pawn · b2 white pawn · c2 white pawn · f2 white pawn · g2 white pawn · h2 white pawn · a1 white rook · b1 white knight · c1 white bishop · e1 white king · f1 white bishop · h1 white rook | a8 black rook · b8 black knight · c8 black bishop · d8 black queen · e8 black king · f8 black bishop · h8 black rook · a7 black pawn · b7 black pawn · c7 black pawn · d7 black circle · f7 black pawn · g7 black pawn · h7 black pawn · d6 black cross · d5 black pawn · e5 white pawn · d4 white queen · e4 black knight · f3 white knight · a2 white pawn · b2 white pawn · c2 white pawn · f2 white pawn · g2 white pawn · h2 white pawn · a1 white rook · b1 white knight · c1 white bishop · e1 white king · f1 white bishop · h1 white rook | a8 black rook · b8 black knight · c8 black bishop · d8 black queen · e8 black king · f8 black bishop · h8 black rook · a7 black pawn · b7 black pawn · c7 black pawn · d7 black circle · f7 black pawn · g7 black pawn · h7 black pawn · d6 black cross · d5 black pawn · e5 white pawn · d4 white queen · e4 black knight · f3 white knight · a2 white pawn · b2 white pawn · c2 white pawn · f2 white pawn · g2 white pawn · h2 white pawn · a1 white rook · b1 white knight · c1 white bishop · e1 white king · f1 white bishop · h1 white rook | a8 black rook · b8 black knight · c8 black bishop · d8 black queen · e8 black king · f8 black bishop · h8 black rook · a7 black pawn · b7 black pawn · c7 black pawn · d7 black circle · f7 black pawn · g7 black pawn · h7 black pawn · d6 black cross · d5 black pawn · e5 white pawn · d4 white queen · e4 black knight · f3 white knight · a2 white pawn · b2 white pawn · c2 white pawn · f2 white pawn · g2 white pawn · h2 white pawn · a1 white rook · b1 white knight · c1 white bishop · e1 white king · f1 white bishop · h1 white rook | a8 black rook · b8 black knight · c8 black bishop · d8 black queen · e8 black king · f8 black bishop · h8 black rook · a7 black pawn · b7 black pawn · c7 black pawn · d7 black circle · f7 black pawn · g7 black pawn · h7 black pawn · d6 black cross · d5 black pawn · e5 white pawn · d4 white queen · e4 black knight · f3 white knight · a2 white pawn · b2 white pawn · c2 white pawn · f2 white pawn · g2 white pawn · h2 white pawn · a1 white rook · b1 white knight · c1 white bishop · e1 white king · f1 white bishop · h1 white rook | a8 black rook · b8 black knight · c8 black bishop · d8 black queen · e8 black king · f8 black bishop · h8 black rook · a7 black pawn · b7 black pawn · c7 black pawn · d7 black circle · f7 black pawn · g7 black pawn · h7 black pawn · d6 black cross · d5 black pawn · e5 white pawn · d4 white queen · e4 black knight · f3 white knight · a2 white pawn · b2 white pawn · c2 white pawn · f2 white pawn · g2 white pawn · h2 white pawn · a1 white rook · b1 white knight · c1 white bishop · e1 white king · f1 white bishop · h1 white rook | 7 |
| 6 | a8 black rook · b8 black knight · c8 black bishop · d8 black queen · e8 black king · f8 black bishop · h8 black rook · a7 black pawn · b7 black pawn · c7 black pawn · d7 black circle · f7 black pawn · g7 black pawn · h7 black pawn · d6 black cross · d5 black pawn · e5 white pawn · d4 white queen · e4 black knight · f3 white knight · a2 white pawn · b2 white pawn · c2 white pawn · f2 white pawn · g2 white pawn · h2 white pawn · a1 white rook · b1 white knight · c1 white bishop · e1 white king · f1 white bishop · h1 white rook | a8 black rook · b8 black knight · c8 black bishop · d8 black queen · e8 black king · f8 black bishop · h8 black rook · a7 black pawn · b7 black pawn · c7 black pawn · d7 black circle · f7 black pawn · g7 black pawn · h7 black pawn · d6 black cross · d5 black pawn · e5 white pawn · d4 white queen · e4 black knight · f3 white knight · a2 white pawn · b2 white pawn · c2 white pawn · f2 white pawn · g2 white pawn · h2 white pawn · a1 white rook · b1 white knight · c1 white bishop · e1 white king · f1 white bishop · h1 white rook | a8 black rook · b8 black knight · c8 black bishop · d8 black queen · e8 black king · f8 black bishop · h8 black rook · a7 black pawn · b7 black pawn · c7 black pawn · d7 black circle · f7 black pawn · g7 black pawn · h7 black pawn · d6 black cross · d5 black pawn · e5 white pawn · d4 white queen · e4 black knight · f3 white knight · a2 white pawn · b2 white pawn · c2 white pawn · f2 white pawn · g2 white pawn · h2 white pawn · a1 white rook · b1 white knight · c1 white bishop · e1 white king · f1 white bishop · h1 white rook | a8 black rook · b8 black knight · c8 black bishop · d8 black queen · e8 black king · f8 black bishop · h8 black rook · a7 black pawn · b7 black pawn · c7 black pawn · d7 black circle · f7 black pawn · g7 black pawn · h7 black pawn · d6 black cross · d5 black pawn · e5 white pawn · d4 white queen · e4 black knight · f3 white knight · a2 white pawn · b2 white pawn · c2 white pawn · f2 white pawn · g2 white pawn · h2 white pawn · a1 white rook · b1 white knight · c1 white bishop · e1 white king · f1 white bishop · h1 white rook | a8 black rook · b8 black knight · c8 black bishop · d8 black queen · e8 black king · f8 black bishop · h8 black rook · a7 black pawn · b7 black pawn · c7 black pawn · d7 black circle · f7 black pawn · g7 black pawn · h7 black pawn · d6 black cross · d5 black pawn · e5 white pawn · d4 white queen · e4 black knight · f3 white knight · a2 white pawn · b2 white pawn · c2 white pawn · f2 white pawn · g2 white pawn · h2 white pawn · a1 white rook · b1 white knight · c1 white bishop · e1 white king · f1 white bishop · h1 white rook | a8 black rook · b8 black knight · c8 black bishop · d8 black queen · e8 black king · f8 black bishop · h8 black rook · a7 black pawn · b7 black pawn · c7 black pawn · d7 black circle · f7 black pawn · g7 black pawn · h7 black pawn · d6 black cross · d5 black pawn · e5 white pawn · d4 white queen · e4 black knight · f3 white knight · a2 white pawn · b2 white pawn · c2 white pawn · f2 white pawn · g2 white pawn · h2 white pawn · a1 white rook · b1 white knight · c1 white bishop · e1 white king · f1 white bishop · h1 white rook | a8 black rook · b8 black knight · c8 black bishop · d8 black queen · e8 black king · f8 black bishop · h8 black rook · a7 black pawn · b7 black pawn · c7 black pawn · d7 black circle · f7 black pawn · g7 black pawn · h7 black pawn · d6 black cross · d5 black pawn · e5 white pawn · d4 white queen · e4 black knight · f3 white knight · a2 white pawn · b2 white pawn · c2 white pawn · f2 white pawn · g2 white pawn · h2 white pawn · a1 white rook · b1 white knight · c1 white bishop · e1 white king · f1 white bishop · h1 white rook | a8 black rook · b8 black knight · c8 black bishop · d8 black queen · e8 black king · f8 black bishop · h8 black rook · a7 black pawn · b7 black pawn · c7 black pawn · d7 black circle · f7 black pawn · g7 black pawn · h7 black pawn · d6 black cross · d5 black pawn · e5 white pawn · d4 white queen · e4 black knight · f3 white knight · a2 white pawn · b2 white pawn · c2 white pawn · f2 white pawn · g2 white pawn · h2 white pawn · a1 white rook · b1 white knight · c1 white bishop · e1 white king · f1 white bishop · h1 white rook | 6 |
| 5 | a8 black rook · b8 black knight · c8 black bishop · d8 black queen · e8 black king · f8 black bishop · h8 black rook · a7 black pawn · b7 black pawn · c7 black pawn · d7 black circle · f7 black pawn · g7 black pawn · h7 black pawn · d6 black cross · d5 black pawn · e5 white pawn · d4 white queen · e4 black knight · f3 white knight · a2 white pawn · b2 white pawn · c2 white pawn · f2 white pawn · g2 white pawn · h2 white pawn · a1 white rook · b1 white knight · c1 white bishop · e1 white king · f1 white bishop · h1 white rook | a8 black rook · b8 black knight · c8 black bishop · d8 black queen · e8 black king · f8 black bishop · h8 black rook · a7 black pawn · b7 black pawn · c7 black pawn · d7 black circle · f7 black pawn · g7 black pawn · h7 black pawn · d6 black cross · d5 black pawn · e5 white pawn · d4 white queen · e4 black knight · f3 white knight · a2 white pawn · b2 white pawn · c2 white pawn · f2 white pawn · g2 white pawn · h2 white pawn · a1 white rook · b1 white knight · c1 white bishop · e1 white king · f1 white bishop · h1 white rook | a8 black rook · b8 black knight · c8 black bishop · d8 black queen · e8 black king · f8 black bishop · h8 black rook · a7 black pawn · b7 black pawn · c7 black pawn · d7 black circle · f7 black pawn · g7 black pawn · h7 black pawn · d6 black cross · d5 black pawn · e5 white pawn · d4 white queen · e4 black knight · f3 white knight · a2 white pawn · b2 white pawn · c2 white pawn · f2 white pawn · g2 white pawn · h2 white pawn · a1 white rook · b1 white knight · c1 white bishop · e1 white king · f1 white bishop · h1 white rook | a8 black rook · b8 black knight · c8 black bishop · d8 black queen · e8 black king · f8 black bishop · h8 black rook · a7 black pawn · b7 black pawn · c7 black pawn · d7 black circle · f7 black pawn · g7 black pawn · h7 black pawn · d6 black cross · d5 black pawn · e5 white pawn · d4 white queen · e4 black knight · f3 white knight · a2 white pawn · b2 white pawn · c2 white pawn · f2 white pawn · g2 white pawn · h2 white pawn · a1 white rook · b1 white knight · c1 white bishop · e1 white king · f1 white bishop · h1 white rook | a8 black rook · b8 black knight · c8 black bishop · d8 black queen · e8 black king · f8 black bishop · h8 black rook · a7 black pawn · b7 black pawn · c7 black pawn · d7 black circle · f7 black pawn · g7 black pawn · h7 black pawn · d6 black cross · d5 black pawn · e5 white pawn · d4 white queen · e4 black knight · f3 white knight · a2 white pawn · b2 white pawn · c2 white pawn · f2 white pawn · g2 white pawn · h2 white pawn · a1 white rook · b1 white knight · c1 white bishop · e1 white king · f1 white bishop · h1 white rook | a8 black rook · b8 black knight · c8 black bishop · d8 black queen · e8 black king · f8 black bishop · h8 black rook · a7 black pawn · b7 black pawn · c7 black pawn · d7 black circle · f7 black pawn · g7 black pawn · h7 black pawn · d6 black cross · d5 black pawn · e5 white pawn · d4 white queen · e4 black knight · f3 white knight · a2 white pawn · b2 white pawn · c2 white pawn · f2 white pawn · g2 white pawn · h2 white pawn · a1 white rook · b1 white knight · c1 white bishop · e1 white king · f1 white bishop · h1 white rook | a8 black rook · b8 black knight · c8 black bishop · d8 black queen · e8 black king · f8 black bishop · h8 black rook · a7 black pawn · b7 black pawn · c7 black pawn · d7 black circle · f7 black pawn · g7 black pawn · h7 black pawn · d6 black cross · d5 black pawn · e5 white pawn · d4 white queen · e4 black knight · f3 white knight · a2 white pawn · b2 white pawn · c2 white pawn · f2 white pawn · g2 white pawn · h2 white pawn · a1 white rook · b1 white knight · c1 white bishop · e1 white king · f1 white bishop · h1 white rook | a8 black rook · b8 black knight · c8 black bishop · d8 black queen · e8 black king · f8 black bishop · h8 black rook · a7 black pawn · b7 black pawn · c7 black pawn · d7 black circle · f7 black pawn · g7 black pawn · h7 black pawn · d6 black cross · d5 black pawn · e5 white pawn · d4 white queen · e4 black knight · f3 white knight · a2 white pawn · b2 white pawn · c2 white pawn · f2 white pawn · g2 white pawn · h2 white pawn · a1 white rook · b1 white knight · c1 white bishop · e1 white king · f1 white bishop · h1 white rook | 5 |
| 4 | a8 black rook · b8 black knight · c8 black bishop · d8 black queen · e8 black king · f8 black bishop · h8 black rook · a7 black pawn · b7 black pawn · c7 black pawn · d7 black circle · f7 black pawn · g7 black pawn · h7 black pawn · d6 black cross · d5 black pawn · e5 white pawn · d4 white queen · e4 black knight · f3 white knight · a2 white pawn · b2 white pawn · c2 white pawn · f2 white pawn · g2 white pawn · h2 white pawn · a1 white rook · b1 white knight · c1 white bishop · e1 white king · f1 white bishop · h1 white rook | a8 black rook · b8 black knight · c8 black bishop · d8 black queen · e8 black king · f8 black bishop · h8 black rook · a7 black pawn · b7 black pawn · c7 black pawn · d7 black circle · f7 black pawn · g7 black pawn · h7 black pawn · d6 black cross · d5 black pawn · e5 white pawn · d4 white queen · e4 black knight · f3 white knight · a2 white pawn · b2 white pawn · c2 white pawn · f2 white pawn · g2 white pawn · h2 white pawn · a1 white rook · b1 white knight · c1 white bishop · e1 white king · f1 white bishop · h1 white rook | a8 black rook · b8 black knight · c8 black bishop · d8 black queen · e8 black king · f8 black bishop · h8 black rook · a7 black pawn · b7 black pawn · c7 black pawn · d7 black circle · f7 black pawn · g7 black pawn · h7 black pawn · d6 black cross · d5 black pawn · e5 white pawn · d4 white queen · e4 black knight · f3 white knight · a2 white pawn · b2 white pawn · c2 white pawn · f2 white pawn · g2 white pawn · h2 white pawn · a1 white rook · b1 white knight · c1 white bishop · e1 white king · f1 white bishop · h1 white rook | a8 black rook · b8 black knight · c8 black bishop · d8 black queen · e8 black king · f8 black bishop · h8 black rook · a7 black pawn · b7 black pawn · c7 black pawn · d7 black circle · f7 black pawn · g7 black pawn · h7 black pawn · d6 black cross · d5 black pawn · e5 white pawn · d4 white queen · e4 black knight · f3 white knight · a2 white pawn · b2 white pawn · c2 white pawn · f2 white pawn · g2 white pawn · h2 white pawn · a1 white rook · b1 white knight · c1 white bishop · e1 white king · f1 white bishop · h1 white rook | a8 black rook · b8 black knight · c8 black bishop · d8 black queen · e8 black king · f8 black bishop · h8 black rook · a7 black pawn · b7 black pawn · c7 black pawn · d7 black circle · f7 black pawn · g7 black pawn · h7 black pawn · d6 black cross · d5 black pawn · e5 white pawn · d4 white queen · e4 black knight · f3 white knight · a2 white pawn · b2 white pawn · c2 white pawn · f2 white pawn · g2 white pawn · h2 white pawn · a1 white rook · b1 white knight · c1 white bishop · e1 white king · f1 white bishop · h1 white rook | a8 black rook · b8 black knight · c8 black bishop · d8 black queen · e8 black king · f8 black bishop · h8 black rook · a7 black pawn · b7 black pawn · c7 black pawn · d7 black circle · f7 black pawn · g7 black pawn · h7 black pawn · d6 black cross · d5 black pawn · e5 white pawn · d4 white queen · e4 black knight · f3 white knight · a2 white pawn · b2 white pawn · c2 white pawn · f2 white pawn · g2 white pawn · h2 white pawn · a1 white rook · b1 white knight · c1 white bishop · e1 white king · f1 white bishop · h1 white rook | a8 black rook · b8 black knight · c8 black bishop · d8 black queen · e8 black king · f8 black bishop · h8 black rook · a7 black pawn · b7 black pawn · c7 black pawn · d7 black circle · f7 black pawn · g7 black pawn · h7 black pawn · d6 black cross · d5 black pawn · e5 white pawn · d4 white queen · e4 black knight · f3 white knight · a2 white pawn · b2 white pawn · c2 white pawn · f2 white pawn · g2 white pawn · h2 white pawn · a1 white rook · b1 white knight · c1 white bishop · e1 white king · f1 white bishop · h1 white rook | a8 black rook · b8 black knight · c8 black bishop · d8 black queen · e8 black king · f8 black bishop · h8 black rook · a7 black pawn · b7 black pawn · c7 black pawn · d7 black circle · f7 black pawn · g7 black pawn · h7 black pawn · d6 black cross · d5 black pawn · e5 white pawn · d4 white queen · e4 black knight · f3 white knight · a2 white pawn · b2 white pawn · c2 white pawn · f2 white pawn · g2 white pawn · h2 white pawn · a1 white rook · b1 white knight · c1 white bishop · e1 white king · f1 white bishop · h1 white rook | 4 |
| 3 | a8 black rook · b8 black knight · c8 black bishop · d8 black queen · e8 black king · f8 black bishop · h8 black rook · a7 black pawn · b7 black pawn · c7 black pawn · d7 black circle · f7 black pawn · g7 black pawn · h7 black pawn · d6 black cross · d5 black pawn · e5 white pawn · d4 white queen · e4 black knight · f3 white knight · a2 white pawn · b2 white pawn · c2 white pawn · f2 white pawn · g2 white pawn · h2 white pawn · a1 white rook · b1 white knight · c1 white bishop · e1 white king · f1 white bishop · h1 white rook | a8 black rook · b8 black knight · c8 black bishop · d8 black queen · e8 black king · f8 black bishop · h8 black rook · a7 black pawn · b7 black pawn · c7 black pawn · d7 black circle · f7 black pawn · g7 black pawn · h7 black pawn · d6 black cross · d5 black pawn · e5 white pawn · d4 white queen · e4 black knight · f3 white knight · a2 white pawn · b2 white pawn · c2 white pawn · f2 white pawn · g2 white pawn · h2 white pawn · a1 white rook · b1 white knight · c1 white bishop · e1 white king · f1 white bishop · h1 white rook | a8 black rook · b8 black knight · c8 black bishop · d8 black queen · e8 black king · f8 black bishop · h8 black rook · a7 black pawn · b7 black pawn · c7 black pawn · d7 black circle · f7 black pawn · g7 black pawn · h7 black pawn · d6 black cross · d5 black pawn · e5 white pawn · d4 white queen · e4 black knight · f3 white knight · a2 white pawn · b2 white pawn · c2 white pawn · f2 white pawn · g2 white pawn · h2 white pawn · a1 white rook · b1 white knight · c1 white bishop · e1 white king · f1 white bishop · h1 white rook | a8 black rook · b8 black knight · c8 black bishop · d8 black queen · e8 black king · f8 black bishop · h8 black rook · a7 black pawn · b7 black pawn · c7 black pawn · d7 black circle · f7 black pawn · g7 black pawn · h7 black pawn · d6 black cross · d5 black pawn · e5 white pawn · d4 white queen · e4 black knight · f3 white knight · a2 white pawn · b2 white pawn · c2 white pawn · f2 white pawn · g2 white pawn · h2 white pawn · a1 white rook · b1 white knight · c1 white bishop · e1 white king · f1 white bishop · h1 white rook | a8 black rook · b8 black knight · c8 black bishop · d8 black queen · e8 black king · f8 black bishop · h8 black rook · a7 black pawn · b7 black pawn · c7 black pawn · d7 black circle · f7 black pawn · g7 black pawn · h7 black pawn · d6 black cross · d5 black pawn · e5 white pawn · d4 white queen · e4 black knight · f3 white knight · a2 white pawn · b2 white pawn · c2 white pawn · f2 white pawn · g2 white pawn · h2 white pawn · a1 white rook · b1 white knight · c1 white bishop · e1 white king · f1 white bishop · h1 white rook | a8 black rook · b8 black knight · c8 black bishop · d8 black queen · e8 black king · f8 black bishop · h8 black rook · a7 black pawn · b7 black pawn · c7 black pawn · d7 black circle · f7 black pawn · g7 black pawn · h7 black pawn · d6 black cross · d5 black pawn · e5 white pawn · d4 white queen · e4 black knight · f3 white knight · a2 white pawn · b2 white pawn · c2 white pawn · f2 white pawn · g2 white pawn · h2 white pawn · a1 white rook · b1 white knight · c1 white bishop · e1 white king · f1 white bishop · h1 white rook | a8 black rook · b8 black knight · c8 black bishop · d8 black queen · e8 black king · f8 black bishop · h8 black rook · a7 black pawn · b7 black pawn · c7 black pawn · d7 black circle · f7 black pawn · g7 black pawn · h7 black pawn · d6 black cross · d5 black pawn · e5 white pawn · d4 white queen · e4 black knight · f3 white knight · a2 white pawn · b2 white pawn · c2 white pawn · f2 white pawn · g2 white pawn · h2 white pawn · a1 white rook · b1 white knight · c1 white bishop · e1 white king · f1 white bishop · h1 white rook | a8 black rook · b8 black knight · c8 black bishop · d8 black queen · e8 black king · f8 black bishop · h8 black rook · a7 black pawn · b7 black pawn · c7 black pawn · d7 black circle · f7 black pawn · g7 black pawn · h7 black pawn · d6 black cross · d5 black pawn · e5 white pawn · d4 white queen · e4 black knight · f3 white knight · a2 white pawn · b2 white pawn · c2 white pawn · f2 white pawn · g2 white pawn · h2 white pawn · a1 white rook · b1 white knight · c1 white bishop · e1 white king · f1 white bishop · h1 white rook | 3 |
| 2 | a8 black rook · b8 black knight · c8 black bishop · d8 black queen · e8 black king · f8 black bishop · h8 black rook · a7 black pawn · b7 black pawn · c7 black pawn · d7 black circle · f7 black pawn · g7 black pawn · h7 black pawn · d6 black cross · d5 black pawn · e5 white pawn · d4 white queen · e4 black knight · f3 white knight · a2 white pawn · b2 white pawn · c2 white pawn · f2 white pawn · g2 white pawn · h2 white pawn · a1 white rook · b1 white knight · c1 white bishop · e1 white king · f1 white bishop · h1 white rook | a8 black rook · b8 black knight · c8 black bishop · d8 black queen · e8 black king · f8 black bishop · h8 black rook · a7 black pawn · b7 black pawn · c7 black pawn · d7 black circle · f7 black pawn · g7 black pawn · h7 black pawn · d6 black cross · d5 black pawn · e5 white pawn · d4 white queen · e4 black knight · f3 white knight · a2 white pawn · b2 white pawn · c2 white pawn · f2 white pawn · g2 white pawn · h2 white pawn · a1 white rook · b1 white knight · c1 white bishop · e1 white king · f1 white bishop · h1 white rook | a8 black rook · b8 black knight · c8 black bishop · d8 black queen · e8 black king · f8 black bishop · h8 black rook · a7 black pawn · b7 black pawn · c7 black pawn · d7 black circle · f7 black pawn · g7 black pawn · h7 black pawn · d6 black cross · d5 black pawn · e5 white pawn · d4 white queen · e4 black knight · f3 white knight · a2 white pawn · b2 white pawn · c2 white pawn · f2 white pawn · g2 white pawn · h2 white pawn · a1 white rook · b1 white knight · c1 white bishop · e1 white king · f1 white bishop · h1 white rook | a8 black rook · b8 black knight · c8 black bishop · d8 black queen · e8 black king · f8 black bishop · h8 black rook · a7 black pawn · b7 black pawn · c7 black pawn · d7 black circle · f7 black pawn · g7 black pawn · h7 black pawn · d6 black cross · d5 black pawn · e5 white pawn · d4 white queen · e4 black knight · f3 white knight · a2 white pawn · b2 white pawn · c2 white pawn · f2 white pawn · g2 white pawn · h2 white pawn · a1 white rook · b1 white knight · c1 white bishop · e1 white king · f1 white bishop · h1 white rook | a8 black rook · b8 black knight · c8 black bishop · d8 black queen · e8 black king · f8 black bishop · h8 black rook · a7 black pawn · b7 black pawn · c7 black pawn · d7 black circle · f7 black pawn · g7 black pawn · h7 black pawn · d6 black cross · d5 black pawn · e5 white pawn · d4 white queen · e4 black knight · f3 white knight · a2 white pawn · b2 white pawn · c2 white pawn · f2 white pawn · g2 white pawn · h2 white pawn · a1 white rook · b1 white knight · c1 white bishop · e1 white king · f1 white bishop · h1 white rook | a8 black rook · b8 black knight · c8 black bishop · d8 black queen · e8 black king · f8 black bishop · h8 black rook · a7 black pawn · b7 black pawn · c7 black pawn · d7 black circle · f7 black pawn · g7 black pawn · h7 black pawn · d6 black cross · d5 black pawn · e5 white pawn · d4 white queen · e4 black knight · f3 white knight · a2 white pawn · b2 white pawn · c2 white pawn · f2 white pawn · g2 white pawn · h2 white pawn · a1 white rook · b1 white knight · c1 white bishop · e1 white king · f1 white bishop · h1 white rook | a8 black rook · b8 black knight · c8 black bishop · d8 black queen · e8 black king · f8 black bishop · h8 black rook · a7 black pawn · b7 black pawn · c7 black pawn · d7 black circle · f7 black pawn · g7 black pawn · h7 black pawn · d6 black cross · d5 black pawn · e5 white pawn · d4 white queen · e4 black knight · f3 white knight · a2 white pawn · b2 white pawn · c2 white pawn · f2 white pawn · g2 white pawn · h2 white pawn · a1 white rook · b1 white knight · c1 white bishop · e1 white king · f1 white bishop · h1 white rook | a8 black rook · b8 black knight · c8 black bishop · d8 black queen · e8 black king · f8 black bishop · h8 black rook · a7 black pawn · b7 black pawn · c7 black pawn · d7 black circle · f7 black pawn · g7 black pawn · h7 black pawn · d6 black cross · d5 black pawn · e5 white pawn · d4 white queen · e4 black knight · f3 white knight · a2 white pawn · b2 white pawn · c2 white pawn · f2 white pawn · g2 white pawn · h2 white pawn · a1 white rook · b1 white knight · c1 white bishop · e1 white king · f1 white bishop · h1 white rook | 2 |
| 1 | a8 black rook · b8 black knight · c8 black bishop · d8 black queen · e8 black king · f8 black bishop · h8 black rook · a7 black pawn · b7 black pawn · c7 black pawn · d7 black circle · f7 black pawn · g7 black pawn · h7 black pawn · d6 black cross · d5 black pawn · e5 white pawn · d4 white queen · e4 black knight · f3 white knight · a2 white pawn · b2 white pawn · c2 white pawn · f2 white pawn · g2 white pawn · h2 white pawn · a1 white rook · b1 white knight · c1 white bishop · e1 white king · f1 white bishop · h1 white rook | a8 black rook · b8 black knight · c8 black bishop · d8 black queen · e8 black king · f8 black bishop · h8 black rook · a7 black pawn · b7 black pawn · c7 black pawn · d7 black circle · f7 black pawn · g7 black pawn · h7 black pawn · d6 black cross · d5 black pawn · e5 white pawn · d4 white queen · e4 black knight · f3 white knight · a2 white pawn · b2 white pawn · c2 white pawn · f2 white pawn · g2 white pawn · h2 white pawn · a1 white rook · b1 white knight · c1 white bishop · e1 white king · f1 white bishop · h1 white rook | a8 black rook · b8 black knight · c8 black bishop · d8 black queen · e8 black king · f8 black bishop · h8 black rook · a7 black pawn · b7 black pawn · c7 black pawn · d7 black circle · f7 black pawn · g7 black pawn · h7 black pawn · d6 black cross · d5 black pawn · e5 white pawn · d4 white queen · e4 black knight · f3 white knight · a2 white pawn · b2 white pawn · c2 white pawn · f2 white pawn · g2 white pawn · h2 white pawn · a1 white rook · b1 white knight · c1 white bishop · e1 white king · f1 white bishop · h1 white rook | a8 black rook · b8 black knight · c8 black bishop · d8 black queen · e8 black king · f8 black bishop · h8 black rook · a7 black pawn · b7 black pawn · c7 black pawn · d7 black circle · f7 black pawn · g7 black pawn · h7 black pawn · d6 black cross · d5 black pawn · e5 white pawn · d4 white queen · e4 black knight · f3 white knight · a2 white pawn · b2 white pawn · c2 white pawn · f2 white pawn · g2 white pawn · h2 white pawn · a1 white rook · b1 white knight · c1 white bishop · e1 white king · f1 white bishop · h1 white rook | a8 black rook · b8 black knight · c8 black bishop · d8 black queen · e8 black king · f8 black bishop · h8 black rook · a7 black pawn · b7 black pawn · c7 black pawn · d7 black circle · f7 black pawn · g7 black pawn · h7 black pawn · d6 black cross · d5 black pawn · e5 white pawn · d4 white queen · e4 black knight · f3 white knight · a2 white pawn · b2 white pawn · c2 white pawn · f2 white pawn · g2 white pawn · h2 white pawn · a1 white rook · b1 white knight · c1 white bishop · e1 white king · f1 white bishop · h1 white rook | a8 black rook · b8 black knight · c8 black bishop · d8 black queen · e8 black king · f8 black bishop · h8 black rook · a7 black pawn · b7 black pawn · c7 black pawn · d7 black circle · f7 black pawn · g7 black pawn · h7 black pawn · d6 black cross · d5 black pawn · e5 white pawn · d4 white queen · e4 black knight · f3 white knight · a2 white pawn · b2 white pawn · c2 white pawn · f2 white pawn · g2 white pawn · h2 white pawn · a1 white rook · b1 white knight · c1 white bishop · e1 white king · f1 white bishop · h1 white rook | a8 black rook · b8 black knight · c8 black bishop · d8 black queen · e8 black king · f8 black bishop · h8 black rook · a7 black pawn · b7 black pawn · c7 black pawn · d7 black circle · f7 black pawn · g7 black pawn · h7 black pawn · d6 black cross · d5 black pawn · e5 white pawn · d4 white queen · e4 black knight · f3 white knight · a2 white pawn · b2 white pawn · c2 white pawn · f2 white pawn · g2 white pawn · h2 white pawn · a1 white rook · b1 white knight · c1 white bishop · e1 white king · f1 white bishop · h1 white rook | a8 black rook · b8 black knight · c8 black bishop · d8 black queen · e8 black king · f8 black bishop · h8 black rook · a7 black pawn · b7 black pawn · c7 black pawn · d7 black circle · f7 black pawn · g7 black pawn · h7 black pawn · d6 black cross · d5 black pawn · e5 white pawn · d4 white queen · e4 black knight · f3 white knight · a2 white pawn · b2 white pawn · c2 white pawn · f2 white pawn · g2 white pawn · h2 white pawn · a1 white rook · b1 white knight · c1 white bishop · e1 white king · f1 white bishop · h1 white rook | 1 |
|   | a | b | c | d | e | f | g | h |   |

Một vài khai cuộc cờ vua có bắt Tốt qua đường là một phần của nó. Ví dụ như Phòng thủ Petrov trong ví dụ này, Trắng bắt Tốt qua đường của Đen vào nước thứ 6:
1.e4 e5
2.Nf3 Nf6
3.d4 exd4
4.e5 Ne4
5.Qxd4 d5 (xem hình)
6.exd6 e.p.:124–125
|   | a | b | c | d | e | f | g | h |   |
| 8 | a8 black rook · b8 black knight · c8 black bishop · d8 black queen · e8 black king · f8 black bishop · g8 black knight · h8 black rook · a7 black pawn · b7 black pawn · c7 black pawn · f7 black pawn · g7 black pawn · h7 black pawn · d6 white pawn · e6 black pawn · a2 white pawn · b2 white pawn · c2 white pawn · d2 white pawn · f2 white pawn · g2 white pawn · h2 white pawn · a1 white rook · b1 white knight · c1 white bishop · d1 white queen · e1 white king · f1 white bishop · g1 white knight · h1 white rook | a8 black rook · b8 black knight · c8 black bishop · d8 black queen · e8 black king · f8 black bishop · g8 black knight · h8 black rook · a7 black pawn · b7 black pawn · c7 black pawn · f7 black pawn · g7 black pawn · h7 black pawn · d6 white pawn · e6 black pawn · a2 white pawn · b2 white pawn · c2 white pawn · d2 white pawn · f2 white pawn · g2 white pawn · h2 white pawn · a1 white rook · b1 white knight · c1 white bishop · d1 white queen · e1 white king · f1 white bishop · g1 white knight · h1 white rook | a8 black rook · b8 black knight · c8 black bishop · d8 black queen · e8 black king · f8 black bishop · g8 black knight · h8 black rook · a7 black pawn · b7 black pawn · c7 black pawn · f7 black pawn · g7 black pawn · h7 black pawn · d6 white pawn · e6 black pawn · a2 white pawn · b2 white pawn · c2 white pawn · d2 white pawn · f2 white pawn · g2 white pawn · h2 white pawn · a1 white rook · b1 white knight · c1 white bishop · d1 white queen · e1 white king · f1 white bishop · g1 white knight · h1 white rook | a8 black rook · b8 black knight · c8 black bishop · d8 black queen · e8 black king · f8 black bishop · g8 black knight · h8 black rook · a7 black pawn · b7 black pawn · c7 black pawn · f7 black pawn · g7 black pawn · h7 black pawn · d6 white pawn · e6 black pawn · a2 white pawn · b2 white pawn · c2 white pawn · d2 white pawn · f2 white pawn · g2 white pawn · h2 white pawn · a1 white rook · b1 white knight · c1 white bishop · d1 white queen · e1 white king · f1 white bishop · g1 white knight · h1 white rook | a8 black rook · b8 black knight · c8 black bishop · d8 black queen · e8 black king · f8 black bishop · g8 black knight · h8 black rook · a7 black pawn · b7 black pawn · c7 black pawn · f7 black pawn · g7 black pawn · h7 black pawn · d6 white pawn · e6 black pawn · a2 white pawn · b2 white pawn · c2 white pawn · d2 white pawn · f2 white pawn · g2 white pawn · h2 white pawn · a1 white rook · b1 white knight · c1 white bishop · d1 white queen · e1 white king · f1 white bishop · g1 white knight · h1 white rook | a8 black rook · b8 black knight · c8 black bishop · d8 black queen · e8 black king · f8 black bishop · g8 black knight · h8 black rook · a7 black pawn · b7 black pawn · c7 black pawn · f7 black pawn · g7 black pawn · h7 black pawn · d6 white pawn · e6 black pawn · a2 white pawn · b2 white pawn · c2 white pawn · d2 white pawn · f2 white pawn · g2 white pawn · h2 white pawn · a1 white rook · b1 white knight · c1 white bishop · d1 white queen · e1 white king · f1 white bishop · g1 white knight · h1 white rook | a8 black rook · b8 black knight · c8 black bishop · d8 black queen · e8 black king · f8 black bishop · g8 black knight · h8 black rook · a7 black pawn · b7 black pawn · c7 black pawn · f7 black pawn · g7 black pawn · h7 black pawn · d6 white pawn · e6 black pawn · a2 white pawn · b2 white pawn · c2 white pawn · d2 white pawn · f2 white pawn · g2 white pawn · h2 white pawn · a1 white rook · b1 white knight · c1 white bishop · d1 white queen · e1 white king · f1 white bishop · g1 white knight · h1 white rook | a8 black rook · b8 black knight · c8 black bishop · d8 black queen · e8 black king · f8 black bishop · g8 black knight · h8 black rook · a7 black pawn · b7 black pawn · c7 black pawn · f7 black pawn · g7 black pawn · h7 black pawn · d6 white pawn · e6 black pawn · a2 white pawn · b2 white pawn · c2 white pawn · d2 white pawn · f2 white pawn · g2 white pawn · h2 white pawn · a1 white rook · b1 white knight · c1 white bishop · d1 white queen · e1 white king · f1 white bishop · g1 white knight · h1 white rook | 8 |
| 7 | a8 black rook · b8 black knight · c8 black bishop · d8 black queen · e8 black king · f8 black bishop · g8 black knight · h8 black rook · a7 black pawn · b7 black pawn · c7 black pawn · f7 black pawn · g7 black pawn · h7 black pawn · d6 white pawn · e6 black pawn · a2 white pawn · b2 white pawn · c2 white pawn · d2 white pawn · f2 white pawn · g2 white pawn · h2 white pawn · a1 white rook · b1 white knight · c1 white bishop · d1 white queen · e1 white king · f1 white bishop · g1 white knight · h1 white rook | a8 black rook · b8 black knight · c8 black bishop · d8 black queen · e8 black king · f8 black bishop · g8 black knight · h8 black rook · a7 black pawn · b7 black pawn · c7 black pawn · f7 black pawn · g7 black pawn · h7 black pawn · d6 white pawn · e6 black pawn · a2 white pawn · b2 white pawn · c2 white pawn · d2 white pawn · f2 white pawn · g2 white pawn · h2 white pawn · a1 white rook · b1 white knight · c1 white bishop · d1 white queen · e1 white king · f1 white bishop · g1 white knight · h1 white rook | a8 black rook · b8 black knight · c8 black bishop · d8 black queen · e8 black king · f8 black bishop · g8 black knight · h8 black rook · a7 black pawn · b7 black pawn · c7 black pawn · f7 black pawn · g7 black pawn · h7 black pawn · d6 white pawn · e6 black pawn · a2 white pawn · b2 white pawn · c2 white pawn · d2 white pawn · f2 white pawn · g2 white pawn · h2 white pawn · a1 white rook · b1 white knight · c1 white bishop · d1 white queen · e1 white king · f1 white bishop · g1 white knight · h1 white rook | a8 black rook · b8 black knight · c8 black bishop · d8 black queen · e8 black king · f8 black bishop · g8 black knight · h8 black rook · a7 black pawn · b7 black pawn · c7 black pawn · f7 black pawn · g7 black pawn · h7 black pawn · d6 white pawn · e6 black pawn · a2 white pawn · b2 white pawn · c2 white pawn · d2 white pawn · f2 white pawn · g2 white pawn · h2 white pawn · a1 white rook · b1 white knight · c1 white bishop · d1 white queen · e1 white king · f1 white bishop · g1 white knight · h1 white rook | a8 black rook · b8 black knight · c8 black bishop · d8 black queen · e8 black king · f8 black bishop · g8 black knight · h8 black rook · a7 black pawn · b7 black pawn · c7 black pawn · f7 black pawn · g7 black pawn · h7 black pawn · d6 white pawn · e6 black pawn · a2 white pawn · b2 white pawn · c2 white pawn · d2 white pawn · f2 white pawn · g2 white pawn · h2 white pawn · a1 white rook · b1 white knight · c1 white bishop · d1 white queen · e1 white king · f1 white bishop · g1 white knight · h1 white rook | a8 black rook · b8 black knight · c8 black bishop · d8 black queen · e8 black king · f8 black bishop · g8 black knight · h8 black rook · a7 black pawn · b7 black pawn · c7 black pawn · f7 black pawn · g7 black pawn · h7 black pawn · d6 white pawn · e6 black pawn · a2 white pawn · b2 white pawn · c2 white pawn · d2 white pawn · f2 white pawn · g2 white pawn · h2 white pawn · a1 white rook · b1 white knight · c1 white bishop · d1 white queen · e1 white king · f1 white bishop · g1 white knight · h1 white rook | a8 black rook · b8 black knight · c8 black bishop · d8 black queen · e8 black king · f8 black bishop · g8 black knight · h8 black rook · a7 black pawn · b7 black pawn · c7 black pawn · f7 black pawn · g7 black pawn · h7 black pawn · d6 white pawn · e6 black pawn · a2 white pawn · b2 white pawn · c2 white pawn · d2 white pawn · f2 white pawn · g2 white pawn · h2 white pawn · a1 white rook · b1 white knight · c1 white bishop · d1 white queen · e1 white king · f1 white bishop · g1 white knight · h1 white rook | a8 black rook · b8 black knight · c8 black bishop · d8 black queen · e8 black king · f8 black bishop · g8 black knight · h8 black rook · a7 black pawn · b7 black pawn · c7 black pawn · f7 black pawn · g7 black pawn · h7 black pawn · d6 white pawn · e6 black pawn · a2 white pawn · b2 white pawn · c2 white pawn · d2 white pawn · f2 white pawn · g2 white pawn · h2 white pawn · a1 white rook · b1 white knight · c1 white bishop · d1 white queen · e1 white king · f1 white bishop · g1 white knight · h1 white rook | 7 |
| 6 | a8 black rook · b8 black knight · c8 black bishop · d8 black queen · e8 black king · f8 black bishop · g8 black knight · h8 black rook · a7 black pawn · b7 black pawn · c7 black pawn · f7 black pawn · g7 black pawn · h7 black pawn · d6 white pawn · e6 black pawn · a2 white pawn · b2 white pawn · c2 white pawn · d2 white pawn · f2 white pawn · g2 white pawn · h2 white pawn · a1 white rook · b1 white knight · c1 white bishop · d1 white queen · e1 white king · f1 white bishop · g1 white knight · h1 white rook | a8 black rook · b8 black knight · c8 black bishop · d8 black queen · e8 black king · f8 black bishop · g8 black knight · h8 black rook · a7 black pawn · b7 black pawn · c7 black pawn · f7 black pawn · g7 black pawn · h7 black pawn · d6 white pawn · e6 black pawn · a2 white pawn · b2 white pawn · c2 white pawn · d2 white pawn · f2 white pawn · g2 white pawn · h2 white pawn · a1 white rook · b1 white knight · c1 white bishop · d1 white queen · e1 white king · f1 white bishop · g1 white knight · h1 white rook | a8 black rook · b8 black knight · c8 black bishop · d8 black queen · e8 black king · f8 black bishop · g8 black knight · h8 black rook · a7 black pawn · b7 black pawn · c7 black pawn · f7 black pawn · g7 black pawn · h7 black pawn · d6 white pawn · e6 black pawn · a2 white pawn · b2 white pawn · c2 white pawn · d2 white pawn · f2 white pawn · g2 white pawn · h2 white pawn · a1 white rook · b1 white knight · c1 white bishop · d1 white queen · e1 white king · f1 white bishop · g1 white knight · h1 white rook | a8 black rook · b8 black knight · c8 black bishop · d8 black queen · e8 black king · f8 black bishop · g8 black knight · h8 black rook · a7 black pawn · b7 black pawn · c7 black pawn · f7 black pawn · g7 black pawn · h7 black pawn · d6 white pawn · e6 black pawn · a2 white pawn · b2 white pawn · c2 white pawn · d2 white pawn · f2 white pawn · g2 white pawn · h2 white pawn · a1 white rook · b1 white knight · c1 white bishop · d1 white queen · e1 white king · f1 white bishop · g1 white knight · h1 white rook | a8 black rook · b8 black knight · c8 black bishop · d8 black queen · e8 black king · f8 black bishop · g8 black knight · h8 black rook · a7 black pawn · b7 black pawn · c7 black pawn · f7 black pawn · g7 black pawn · h7 black pawn · d6 white pawn · e6 black pawn · a2 white pawn · b2 white pawn · c2 white pawn · d2 white pawn · f2 white pawn · g2 white pawn · h2 white pawn · a1 white rook · b1 white knight · c1 white bishop · d1 white queen · e1 white king · f1 white bishop · g1 white knight · h1 white rook | a8 black rook · b8 black knight · c8 black bishop · d8 black queen · e8 black king · f8 black bishop · g8 black knight · h8 black rook · a7 black pawn · b7 black pawn · c7 black pawn · f7 black pawn · g7 black pawn · h7 black pawn · d6 white pawn · e6 black pawn · a2 white pawn · b2 white pawn · c2 white pawn · d2 white pawn · f2 white pawn · g2 white pawn · h2 white pawn · a1 white rook · b1 white knight · c1 white bishop · d1 white queen · e1 white king · f1 white bishop · g1 white knight · h1 white rook | a8 black rook · b8 black knight · c8 black bishop · d8 black queen · e8 black king · f8 black bishop · g8 black knight · h8 black rook · a7 black pawn · b7 black pawn · c7 black pawn · f7 black pawn · g7 black pawn · h7 black pawn · d6 white pawn · e6 black pawn · a2 white pawn · b2 white pawn · c2 white pawn · d2 white pawn · f2 white pawn · g2 white pawn · h2 white pawn · a1 white rook · b1 white knight · c1 white bishop · d1 white queen · e1 white king · f1 white bishop · g1 white knight · h1 white rook | a8 black rook · b8 black knight · c8 black bishop · d8 black queen · e8 black king · f8 black bishop · g8 black knight · h8 black rook · a7 black pawn · b7 black pawn · c7 black pawn · f7 black pawn · g7 black pawn · h7 black pawn · d6 white pawn · e6 black pawn · a2 white pawn · b2 white pawn · c2 white pawn · d2 white pawn · f2 white pawn · g2 white pawn · h2 white pawn · a1 white rook · b1 white knight · c1 white bishop · d1 white queen · e1 white king · f1 white bishop · g1 white knight · h1 white rook | 6 |
| 5 | a8 black rook · b8 black knight · c8 black bishop · d8 black queen · e8 black king · f8 black bishop · g8 black knight · h8 black rook · a7 black pawn · b7 black pawn · c7 black pawn · f7 black pawn · g7 black pawn · h7 black pawn · d6 white pawn · e6 black pawn · a2 white pawn · b2 white pawn · c2 white pawn · d2 white pawn · f2 white pawn · g2 white pawn · h2 white pawn · a1 white rook · b1 white knight · c1 white bishop · d1 white queen · e1 white king · f1 white bishop · g1 white knight · h1 white rook | a8 black rook · b8 black knight · c8 black bishop · d8 black queen · e8 black king · f8 black bishop · g8 black knight · h8 black rook · a7 black pawn · b7 black pawn · c7 black pawn · f7 black pawn · g7 black pawn · h7 black pawn · d6 white pawn · e6 black pawn · a2 white pawn · b2 white pawn · c2 white pawn · d2 white pawn · f2 white pawn · g2 white pawn · h2 white pawn · a1 white rook · b1 white knight · c1 white bishop · d1 white queen · e1 white king · f1 white bishop · g1 white knight · h1 white rook | a8 black rook · b8 black knight · c8 black bishop · d8 black queen · e8 black king · f8 black bishop · g8 black knight · h8 black rook · a7 black pawn · b7 black pawn · c7 black pawn · f7 black pawn · g7 black pawn · h7 black pawn · d6 white pawn · e6 black pawn · a2 white pawn · b2 white pawn · c2 white pawn · d2 white pawn · f2 white pawn · g2 white pawn · h2 white pawn · a1 white rook · b1 white knight · c1 white bishop · d1 white queen · e1 white king · f1 white bishop · g1 white knight · h1 white rook | a8 black rook · b8 black knight · c8 black bishop · d8 black queen · e8 black king · f8 black bishop · g8 black knight · h8 black rook · a7 black pawn · b7 black pawn · c7 black pawn · f7 black pawn · g7 black pawn · h7 black pawn · d6 white pawn · e6 black pawn · a2 white pawn · b2 white pawn · c2 white pawn · d2 white pawn · f2 white pawn · g2 white pawn · h2 white pawn · a1 white rook · b1 white knight · c1 white bishop · d1 white queen · e1 white king · f1 white bishop · g1 white knight · h1 white rook | a8 black rook · b8 black knight · c8 black bishop · d8 black queen · e8 black king · f8 black bishop · g8 black knight · h8 black rook · a7 black pawn · b7 black pawn · c7 black pawn · f7 black pawn · g7 black pawn · h7 black pawn · d6 white pawn · e6 black pawn · a2 white pawn · b2 white pawn · c2 white pawn · d2 white pawn · f2 white pawn · g2 white pawn · h2 white pawn · a1 white rook · b1 white knight · c1 white bishop · d1 white queen · e1 white king · f1 white bishop · g1 white knight · h1 white rook | a8 black rook · b8 black knight · c8 black bishop · d8 black queen · e8 black king · f8 black bishop · g8 black knight · h8 black rook · a7 black pawn · b7 black pawn · c7 black pawn · f7 black pawn · g7 black pawn · h7 black pawn · d6 white pawn · e6 black pawn · a2 white pawn · b2 white pawn · c2 white pawn · d2 white pawn · f2 white pawn · g2 white pawn · h2 white pawn · a1 white rook · b1 white knight · c1 white bishop · d1 white queen · e1 white king · f1 white bishop · g1 white knight · h1 white rook | a8 black rook · b8 black knight · c8 black bishop · d8 black queen · e8 black king · f8 black bishop · g8 black knight · h8 black rook · a7 black pawn · b7 black pawn · c7 black pawn · f7 black pawn · g7 black pawn · h7 black pawn · d6 white pawn · e6 black pawn · a2 white pawn · b2 white pawn · c2 white pawn · d2 white pawn · f2 white pawn · g2 white pawn · h2 white pawn · a1 white rook · b1 white knight · c1 white bishop · d1 white queen · e1 white king · f1 white bishop · g1 white knight · h1 white rook | a8 black rook · b8 black knight · c8 black bishop · d8 black queen · e8 black king · f8 black bishop · g8 black knight · h8 black rook · a7 black pawn · b7 black pawn · c7 black pawn · f7 black pawn · g7 black pawn · h7 black pawn · d6 white pawn · e6 black pawn · a2 white pawn · b2 white pawn · c2 white pawn · d2 white pawn · f2 white pawn · g2 white pawn · h2 white pawn · a1 white rook · b1 white knight · c1 white bishop · d1 white queen · e1 white king · f1 white bishop · g1 white knight · h1 white rook | 5 |
| 4 | a8 black rook · b8 black knight · c8 black bishop · d8 black queen · e8 black king · f8 black bishop · g8 black knight · h8 black rook · a7 black pawn · b7 black pawn · c7 black pawn · f7 black pawn · g7 black pawn · h7 black pawn · d6 white pawn · e6 black pawn · a2 white pawn · b2 white pawn · c2 white pawn · d2 white pawn · f2 white pawn · g2 white pawn · h2 white pawn · a1 white rook · b1 white knight · c1 white bishop · d1 white queen · e1 white king · f1 white bishop · g1 white knight · h1 white rook | a8 black rook · b8 black knight · c8 black bishop · d8 black queen · e8 black king · f8 black bishop · g8 black knight · h8 black rook · a7 black pawn · b7 black pawn · c7 black pawn · f7 black pawn · g7 black pawn · h7 black pawn · d6 white pawn · e6 black pawn · a2 white pawn · b2 white pawn · c2 white pawn · d2 white pawn · f2 white pawn · g2 white pawn · h2 white pawn · a1 white rook · b1 white knight · c1 white bishop · d1 white queen · e1 white king · f1 white bishop · g1 white knight · h1 white rook | a8 black rook · b8 black knight · c8 black bishop · d8 black queen · e8 black king · f8 black bishop · g8 black knight · h8 black rook · a7 black pawn · b7 black pawn · c7 black pawn · f7 black pawn · g7 black pawn · h7 black pawn · d6 white pawn · e6 black pawn · a2 white pawn · b2 white pawn · c2 white pawn · d2 white pawn · f2 white pawn · g2 white pawn · h2 white pawn · a1 white rook · b1 white knight · c1 white bishop · d1 white queen · e1 white king · f1 white bishop · g1 white knight · h1 white rook | a8 black rook · b8 black knight · c8 black bishop · d8 black queen · e8 black king · f8 black bishop · g8 black knight · h8 black rook · a7 black pawn · b7 black pawn · c7 black pawn · f7 black pawn · g7 black pawn · h7 black pawn · d6 white pawn · e6 black pawn · a2 white pawn · b2 white pawn · c2 white pawn · d2 white pawn · f2 white pawn · g2 white pawn · h2 white pawn · a1 white rook · b1 white knight · c1 white bishop · d1 white queen · e1 white king · f1 white bishop · g1 white knight · h1 white rook | a8 black rook · b8 black knight · c8 black bishop · d8 black queen · e8 black king · f8 black bishop · g8 black knight · h8 black rook · a7 black pawn · b7 black pawn · c7 black pawn · f7 black pawn · g7 black pawn · h7 black pawn · d6 white pawn · e6 black pawn · a2 white pawn · b2 white pawn · c2 white pawn · d2 white pawn · f2 white pawn · g2 white pawn · h2 white pawn · a1 white rook · b1 white knight · c1 white bishop · d1 white queen · e1 white king · f1 white bishop · g1 white knight · h1 white rook | a8 black rook · b8 black knight · c8 black bishop · d8 black queen · e8 black king · f8 black bishop · g8 black knight · h8 black rook · a7 black pawn · b7 black pawn · c7 black pawn · f7 black pawn · g7 black pawn · h7 black pawn · d6 white pawn · e6 black pawn · a2 white pawn · b2 white pawn · c2 white pawn · d2 white pawn · f2 white pawn · g2 white pawn · h2 white pawn · a1 white rook · b1 white knight · c1 white bishop · d1 white queen · e1 white king · f1 white bishop · g1 white knight · h1 white rook | a8 black rook · b8 black knight · c8 black bishop · d8 black queen · e8 black king · f8 black bishop · g8 black knight · h8 black rook · a7 black pawn · b7 black pawn · c7 black pawn · f7 black pawn · g7 black pawn · h7 black pawn · d6 white pawn · e6 black pawn · a2 white pawn · b2 white pawn · c2 white pawn · d2 white pawn · f2 white pawn · g2 white pawn · h2 white pawn · a1 white rook · b1 white knight · c1 white bishop · d1 white queen · e1 white king · f1 white bishop · g1 white knight · h1 white rook | a8 black rook · b8 black knight · c8 black bishop · d8 black queen · e8 black king · f8 black bishop · g8 black knight · h8 black rook · a7 black pawn · b7 black pawn · c7 black pawn · f7 black pawn · g7 black pawn · h7 black pawn · d6 white pawn · e6 black pawn · a2 white pawn · b2 white pawn · c2 white pawn · d2 white pawn · f2 white pawn · g2 white pawn · h2 white pawn · a1 white rook · b1 white knight · c1 white bishop · d1 white queen · e1 white king · f1 white bishop · g1 white knight · h1 white rook | 4 |
| 3 | a8 black rook · b8 black knight · c8 black bishop · d8 black queen · e8 black king · f8 black bishop · g8 black knight · h8 black rook · a7 black pawn · b7 black pawn · c7 black pawn · f7 black pawn · g7 black pawn · h7 black pawn · d6 white pawn · e6 black pawn · a2 white pawn · b2 white pawn · c2 white pawn · d2 white pawn · f2 white pawn · g2 white pawn · h2 white pawn · a1 white rook · b1 white knight · c1 white bishop · d1 white queen · e1 white king · f1 white bishop · g1 white knight · h1 white rook | a8 black rook · b8 black knight · c8 black bishop · d8 black queen · e8 black king · f8 black bishop · g8 black knight · h8 black rook · a7 black pawn · b7 black pawn · c7 black pawn · f7 black pawn · g7 black pawn · h7 black pawn · d6 white pawn · e6 black pawn · a2 white pawn · b2 white pawn · c2 white pawn · d2 white pawn · f2 white pawn · g2 white pawn · h2 white pawn · a1 white rook · b1 white knight · c1 white bishop · d1 white queen · e1 white king · f1 white bishop · g1 white knight · h1 white rook | a8 black rook · b8 black knight · c8 black bishop · d8 black queen · e8 black king · f8 black bishop · g8 black knight · h8 black rook · a7 black pawn · b7 black pawn · c7 black pawn · f7 black pawn · g7 black pawn · h7 black pawn · d6 white pawn · e6 black pawn · a2 white pawn · b2 white pawn · c2 white pawn · d2 white pawn · f2 white pawn · g2 white pawn · h2 white pawn · a1 white rook · b1 white knight · c1 white bishop · d1 white queen · e1 white king · f1 white bishop · g1 white knight · h1 white rook | a8 black rook · b8 black knight · c8 black bishop · d8 black queen · e8 black king · f8 black bishop · g8 black knight · h8 black rook · a7 black pawn · b7 black pawn · c7 black pawn · f7 black pawn · g7 black pawn · h7 black pawn · d6 white pawn · e6 black pawn · a2 white pawn · b2 white pawn · c2 white pawn · d2 white pawn · f2 white pawn · g2 white pawn · h2 white pawn · a1 white rook · b1 white knight · c1 white bishop · d1 white queen · e1 white king · f1 white bishop · g1 white knight · h1 white rook | a8 black rook · b8 black knight · c8 black bishop · d8 black queen · e8 black king · f8 black bishop · g8 black knight · h8 black rook · a7 black pawn · b7 black pawn · c7 black pawn · f7 black pawn · g7 black pawn · h7 black pawn · d6 white pawn · e6 black pawn · a2 white pawn · b2 white pawn · c2 white pawn · d2 white pawn · f2 white pawn · g2 white pawn · h2 white pawn · a1 white rook · b1 white knight · c1 white bishop · d1 white queen · e1 white king · f1 white bishop · g1 white knight · h1 white rook | a8 black rook · b8 black knight · c8 black bishop · d8 black queen · e8 black king · f8 black bishop · g8 black knight · h8 black rook · a7 black pawn · b7 black pawn · c7 black pawn · f7 black pawn · g7 black pawn · h7 black pawn · d6 white pawn · e6 black pawn · a2 white pawn · b2 white pawn · c2 white pawn · d2 white pawn · f2 white pawn · g2 white pawn · h2 white pawn · a1 white rook · b1 white knight · c1 white bishop · d1 white queen · e1 white king · f1 white bishop · g1 white knight · h1 white rook | a8 black rook · b8 black knight · c8 black bishop · d8 black queen · e8 black king · f8 black bishop · g8 black knight · h8 black rook · a7 black pawn · b7 black pawn · c7 black pawn · f7 black pawn · g7 black pawn · h7 black pawn · d6 white pawn · e6 black pawn · a2 white pawn · b2 white pawn · c2 white pawn · d2 white pawn · f2 white pawn · g2 white pawn · h2 white pawn · a1 white rook · b1 white knight · c1 white bishop · d1 white queen · e1 white king · f1 white bishop · g1 white knight · h1 white rook | a8 black rook · b8 black knight · c8 black bishop · d8 black queen · e8 black king · f8 black bishop · g8 black knight · h8 black rook · a7 black pawn · b7 black pawn · c7 black pawn · f7 black pawn · g7 black pawn · h7 black pawn · d6 white pawn · e6 black pawn · a2 white pawn · b2 white pawn · c2 white pawn · d2 white pawn · f2 white pawn · g2 white pawn · h2 white pawn · a1 white rook · b1 white knight · c1 white bishop · d1 white queen · e1 white king · f1 white bishop · g1 white knight · h1 white rook | 3 |
| 2 | a8 black rook · b8 black knight · c8 black bishop · d8 black queen · e8 black king · f8 black bishop · g8 black knight · h8 black rook · a7 black pawn · b7 black pawn · c7 black pawn · f7 black pawn · g7 black pawn · h7 black pawn · d6 white pawn · e6 black pawn · a2 white pawn · b2 white pawn · c2 white pawn · d2 white pawn · f2 white pawn · g2 white pawn · h2 white pawn · a1 white rook · b1 white knight · c1 white bishop · d1 white queen · e1 white king · f1 white bishop · g1 white knight · h1 white rook | a8 black rook · b8 black knight · c8 black bishop · d8 black queen · e8 black king · f8 black bishop · g8 black knight · h8 black rook · a7 black pawn · b7 black pawn · c7 black pawn · f7 black pawn · g7 black pawn · h7 black pawn · d6 white pawn · e6 black pawn · a2 white pawn · b2 white pawn · c2 white pawn · d2 white pawn · f2 white pawn · g2 white pawn · h2 white pawn · a1 white rook · b1 white knight · c1 white bishop · d1 white queen · e1 white king · f1 white bishop · g1 white knight · h1 white rook | a8 black rook · b8 black knight · c8 black bishop · d8 black queen · e8 black king · f8 black bishop · g8 black knight · h8 black rook · a7 black pawn · b7 black pawn · c7 black pawn · f7 black pawn · g7 black pawn · h7 black pawn · d6 white pawn · e6 black pawn · a2 white pawn · b2 white pawn · c2 white pawn · d2 white pawn · f2 white pawn · g2 white pawn · h2 white pawn · a1 white rook · b1 white knight · c1 white bishop · d1 white queen · e1 white king · f1 white bishop · g1 white knight · h1 white rook | a8 black rook · b8 black knight · c8 black bishop · d8 black queen · e8 black king · f8 black bishop · g8 black knight · h8 black rook · a7 black pawn · b7 black pawn · c7 black pawn · f7 black pawn · g7 black pawn · h7 black pawn · d6 white pawn · e6 black pawn · a2 white pawn · b2 white pawn · c2 white pawn · d2 white pawn · f2 white pawn · g2 white pawn · h2 white pawn · a1 white rook · b1 white knight · c1 white bishop · d1 white queen · e1 white king · f1 white bishop · g1 white knight · h1 white rook | a8 black rook · b8 black knight · c8 black bishop · d8 black queen · e8 black king · f8 black bishop · g8 black knight · h8 black rook · a7 black pawn · b7 black pawn · c7 black pawn · f7 black pawn · g7 black pawn · h7 black pawn · d6 white pawn · e6 black pawn · a2 white pawn · b2 white pawn · c2 white pawn · d2 white pawn · f2 white pawn · g2 white pawn · h2 white pawn · a1 white rook · b1 white knight · c1 white bishop · d1 white queen · e1 white king · f1 white bishop · g1 white knight · h1 white rook | a8 black rook · b8 black knight · c8 black bishop · d8 black queen · e8 black king · f8 black bishop · g8 black knight · h8 black rook · a7 black pawn · b7 black pawn · c7 black pawn · f7 black pawn · g7 black pawn · h7 black pawn · d6 white pawn · e6 black pawn · a2 white pawn · b2 white pawn · c2 white pawn · d2 white pawn · f2 white pawn · g2 white pawn · h2 white pawn · a1 white rook · b1 white knight · c1 white bishop · d1 white queen · e1 white king · f1 white bishop · g1 white knight · h1 white rook | a8 black rook · b8 black knight · c8 black bishop · d8 black queen · e8 black king · f8 black bishop · g8 black knight · h8 black rook · a7 black pawn · b7 black pawn · c7 black pawn · f7 black pawn · g7 black pawn · h7 black pawn · d6 white pawn · e6 black pawn · a2 white pawn · b2 white pawn · c2 white pawn · d2 white pawn · f2 white pawn · g2 white pawn · h2 white pawn · a1 white rook · b1 white knight · c1 white bishop · d1 white queen · e1 white king · f1 white bishop · g1 white knight · h1 white rook | a8 black rook · b8 black knight · c8 black bishop · d8 black queen · e8 black king · f8 black bishop · g8 black knight · h8 black rook · a7 black pawn · b7 black pawn · c7 black pawn · f7 black pawn · g7 black pawn · h7 black pawn · d6 white pawn · e6 black pawn · a2 white pawn · b2 white pawn · c2 white pawn · d2 white pawn · f2 white pawn · g2 white pawn · h2 white pawn · a1 white rook · b1 white knight · c1 white bishop · d1 white queen · e1 white king · f1 white bishop · g1 white knight · h1 white rook | 2 |
| 1 | a8 black rook · b8 black knight · c8 black bishop · d8 black queen · e8 black king · f8 black bishop · g8 black knight · h8 black rook · a7 black pawn · b7 black pawn · c7 black pawn · f7 black pawn · g7 black pawn · h7 black pawn · d6 white pawn · e6 black pawn · a2 white pawn · b2 white pawn · c2 white pawn · d2 white pawn · f2 white pawn · g2 white pawn · h2 white pawn · a1 white rook · b1 white knight · c1 white bishop · d1 white queen · e1 white king · f1 white bishop · g1 white knight · h1 white rook | a8 black rook · b8 black knight · c8 black bishop · d8 black queen · e8 black king · f8 black bishop · g8 black knight · h8 black rook · a7 black pawn · b7 black pawn · c7 black pawn · f7 black pawn · g7 black pawn · h7 black pawn · d6 white pawn · e6 black pawn · a2 white pawn · b2 white pawn · c2 white pawn · d2 white pawn · f2 white pawn · g2 white pawn · h2 white pawn · a1 white rook · b1 white knight · c1 white bishop · d1 white queen · e1 white king · f1 white bishop · g1 white knight · h1 white rook | a8 black rook · b8 black knight · c8 black bishop · d8 black queen · e8 black king · f8 black bishop · g8 black knight · h8 black rook · a7 black pawn · b7 black pawn · c7 black pawn · f7 black pawn · g7 black pawn · h7 black pawn · d6 white pawn · e6 black pawn · a2 white pawn · b2 white pawn · c2 white pawn · d2 white pawn · f2 white pawn · g2 white pawn · h2 white pawn · a1 white rook · b1 white knight · c1 white bishop · d1 white queen · e1 white king · f1 white bishop · g1 white knight · h1 white rook | a8 black rook · b8 black knight · c8 black bishop · d8 black queen · e8 black king · f8 black bishop · g8 black knight · h8 black rook · a7 black pawn · b7 black pawn · c7 black pawn · f7 black pawn · g7 black pawn · h7 black pawn · d6 white pawn · e6 black pawn · a2 white pawn · b2 white pawn · c2 white pawn · d2 white pawn · f2 white pawn · g2 white pawn · h2 white pawn · a1 white rook · b1 white knight · c1 white bishop · d1 white queen · e1 white king · f1 white bishop · g1 white knight · h1 white rook | a8 black rook · b8 black knight · c8 black bishop · d8 black queen · e8 black king · f8 black bishop · g8 black knight · h8 black rook · a7 black pawn · b7 black pawn · c7 black pawn · f7 black pawn · g7 black pawn · h7 black pawn · d6 white pawn · e6 black pawn · a2 white pawn · b2 white pawn · c2 white pawn · d2 white pawn · f2 white pawn · g2 white pawn · h2 white pawn · a1 white rook · b1 white knight · c1 white bishop · d1 white queen · e1 white king · f1 white bishop · g1 white knight · h1 white rook | a8 black rook · b8 black knight · c8 black bishop · d8 black queen · e8 black king · f8 black bishop · g8 black knight · h8 black rook · a7 black pawn · b7 black pawn · c7 black pawn · f7 black pawn · g7 black pawn · h7 black pawn · d6 white pawn · e6 black pawn · a2 white pawn · b2 white pawn · c2 white pawn · d2 white pawn · f2 white pawn · g2 white pawn · h2 white pawn · a1 white rook · b1 white knight · c1 white bishop · d1 white queen · e1 white king · f1 white bishop · g1 white knight · h1 white rook | a8 black rook · b8 black knight · c8 black bishop · d8 black queen · e8 black king · f8 black bishop · g8 black knight · h8 black rook · a7 black pawn · b7 black pawn · c7 black pawn · f7 black pawn · g7 black pawn · h7 black pawn · d6 white pawn · e6 black pawn · a2 white pawn · b2 white pawn · c2 white pawn · d2 white pawn · f2 white pawn · g2 white pawn · h2 white pawn · a1 white rook · b1 white knight · c1 white bishop · d1 white queen · e1 white king · f1 white bishop · g1 white knight · h1 white rook | a8 black rook · b8 black knight · c8 black bishop · d8 black queen · e8 black king · f8 black bishop · g8 black knight · h8 black rook · a7 black pawn · b7 black pawn · c7 black pawn · f7 black pawn · g7 black pawn · h7 black pawn · d6 white pawn · e6 black pawn · a2 white pawn · b2 white pawn · c2 white pawn · d2 white pawn · f2 white pawn · g2 white pawn · h2 white pawn · a1 white rook · b1 white knight · c1 white bishop · d1 white queen · e1 white king · f1 white bishop · g1 white knight · h1 white rook | 1 |
|   | a | b | c | d | e | f | g | h |   |

Việc bắt Tốt qua đường có thể diễn ra sớm nhất vào nước thứ 3. Ví dụ với Phòng thủ Pháp, sau 1.e4 e6 2.e5!?,:2 nếu Đen đi 2... d5, Trắng có thể chơi 3.exd6 e.p. (xem hình). Điều này đã diễn ra trong ván đấu giữa Steinitz–Fleissig tại Viên năm 1882.
|   | a | b | c | d | e | f | g | h |   |
| 8 | f8 white bishop · g7 black pawn · e5 white rook · f5 white pawn · h5 black king · e4 black pawn · f4 white king · h4 white knight · g3 white pawn · e2 black queen · f2 white pawn | f8 white bishop · g7 black pawn · e5 white rook · f5 white pawn · h5 black king · e4 black pawn · f4 white king · h4 white knight · g3 white pawn · e2 black queen · f2 white pawn | f8 white bishop · g7 black pawn · e5 white rook · f5 white pawn · h5 black king · e4 black pawn · f4 white king · h4 white knight · g3 white pawn · e2 black queen · f2 white pawn | f8 white bishop · g7 black pawn · e5 white rook · f5 white pawn · h5 black king · e4 black pawn · f4 white king · h4 white knight · g3 white pawn · e2 black queen · f2 white pawn | f8 white bishop · g7 black pawn · e5 white rook · f5 white pawn · h5 black king · e4 black pawn · f4 white king · h4 white knight · g3 white pawn · e2 black queen · f2 white pawn | f8 white bishop · g7 black pawn · e5 white rook · f5 white pawn · h5 black king · e4 black pawn · f4 white king · h4 white knight · g3 white pawn · e2 black queen · f2 white pawn | f8 white bishop · g7 black pawn · e5 white rook · f5 white pawn · h5 black king · e4 black pawn · f4 white king · h4 white knight · g3 white pawn · e2 black queen · f2 white pawn | f8 white bishop · g7 black pawn · e5 white rook · f5 white pawn · h5 black king · e4 black pawn · f4 white king · h4 white knight · g3 white pawn · e2 black queen · f2 white pawn | 8 |
| 7 | f8 white bishop · g7 black pawn · e5 white rook · f5 white pawn · h5 black king · e4 black pawn · f4 white king · h4 white knight · g3 white pawn · e2 black queen · f2 white pawn | f8 white bishop · g7 black pawn · e5 white rook · f5 white pawn · h5 black king · e4 black pawn · f4 white king · h4 white knight · g3 white pawn · e2 black queen · f2 white pawn | f8 white bishop · g7 black pawn · e5 white rook · f5 white pawn · h5 black king · e4 black pawn · f4 white king · h4 white knight · g3 white pawn · e2 black queen · f2 white pawn | f8 white bishop · g7 black pawn · e5 white rook · f5 white pawn · h5 black king · e4 black pawn · f4 white king · h4 white knight · g3 white pawn · e2 black queen · f2 white pawn | f8 white bishop · g7 black pawn · e5 white rook · f5 white pawn · h5 black king · e4 black pawn · f4 white king · h4 white knight · g3 white pawn · e2 black queen · f2 white pawn | f8 white bishop · g7 black pawn · e5 white rook · f5 white pawn · h5 black king · e4 black pawn · f4 white king · h4 white knight · g3 white pawn · e2 black queen · f2 white pawn | f8 white bishop · g7 black pawn · e5 white rook · f5 white pawn · h5 black king · e4 black pawn · f4 white king · h4 white knight · g3 white pawn · e2 black queen · f2 white pawn | f8 white bishop · g7 black pawn · e5 white rook · f5 white pawn · h5 black king · e4 black pawn · f4 white king · h4 white knight · g3 white pawn · e2 black queen · f2 white pawn | 7 |
| 6 | f8 white bishop · g7 black pawn · e5 white rook · f5 white pawn · h5 black king · e4 black pawn · f4 white king · h4 white knight · g3 white pawn · e2 black queen · f2 white pawn | f8 white bishop · g7 black pawn · e5 white rook · f5 white pawn · h5 black king · e4 black pawn · f4 white king · h4 white knight · g3 white pawn · e2 black queen · f2 white pawn | f8 white bishop · g7 black pawn · e5 white rook · f5 white pawn · h5 black king · e4 black pawn · f4 white king · h4 white knight · g3 white pawn · e2 black queen · f2 white pawn | f8 white bishop · g7 black pawn · e5 white rook · f5 white pawn · h5 black king · e4 black pawn · f4 white king · h4 white knight · g3 white pawn · e2 black queen · f2 white pawn | f8 white bishop · g7 black pawn · e5 white rook · f5 white pawn · h5 black king · e4 black pawn · f4 white king · h4 white knight · g3 white pawn · e2 black queen · f2 white pawn | f8 white bishop · g7 black pawn · e5 white rook · f5 white pawn · h5 black king · e4 black pawn · f4 white king · h4 white knight · g3 white pawn · e2 black queen · f2 white pawn | f8 white bishop · g7 black pawn · e5 white rook · f5 white pawn · h5 black king · e4 black pawn · f4 white king · h4 white knight · g3 white pawn · e2 black queen · f2 white pawn | f8 white bishop · g7 black pawn · e5 white rook · f5 white pawn · h5 black king · e4 black pawn · f4 white king · h4 white knight · g3 white pawn · e2 black queen · f2 white pawn | 6 |
| 5 | f8 white bishop · g7 black pawn · e5 white rook · f5 white pawn · h5 black king · e4 black pawn · f4 white king · h4 white knight · g3 white pawn · e2 black queen · f2 white pawn | f8 white bishop · g7 black pawn · e5 white rook · f5 white pawn · h5 black king · e4 black pawn · f4 white king · h4 white knight · g3 white pawn · e2 black queen · f2 white pawn | f8 white bishop · g7 black pawn · e5 white rook · f5 white pawn · h5 black king · e4 black pawn · f4 white king · h4 white knight · g3 white pawn · e2 black queen · f2 white pawn | f8 white bishop · g7 black pawn · e5 white rook · f5 white pawn · h5 black king · e4 black pawn · f4 white king · h4 white knight · g3 white pawn · e2 black queen · f2 white pawn | f8 white bishop · g7 black pawn · e5 white rook · f5 white pawn · h5 black king · e4 black pawn · f4 white king · h4 white knight · g3 white pawn · e2 black queen · f2 white pawn | f8 white bishop · g7 black pawn · e5 white rook · f5 white pawn · h5 black king · e4 black pawn · f4 white king · h4 white knight · g3 white pawn · e2 black queen · f2 white pawn | f8 white bishop · g7 black pawn · e5 white rook · f5 white pawn · h5 black king · e4 black pawn · f4 white king · h4 white knight · g3 white pawn · e2 black queen · f2 white pawn | f8 white bishop · g7 black pawn · e5 white rook · f5 white pawn · h5 black king · e4 black pawn · f4 white king · h4 white knight · g3 white pawn · e2 black queen · f2 white pawn | 5 |
| 4 | f8 white bishop · g7 black pawn · e5 white rook · f5 white pawn · h5 black king · e4 black pawn · f4 white king · h4 white knight · g3 white pawn · e2 black queen · f2 white pawn | f8 white bishop · g7 black pawn · e5 white rook · f5 white pawn · h5 black king · e4 black pawn · f4 white king · h4 white knight · g3 white pawn · e2 black queen · f2 white pawn | f8 white bishop · g7 black pawn · e5 white rook · f5 white pawn · h5 black king · e4 black pawn · f4 white king · h4 white knight · g3 white pawn · e2 black queen · f2 white pawn | f8 white bishop · g7 black pawn · e5 white rook · f5 white pawn · h5 black king · e4 black pawn · f4 white king · h4 white knight · g3 white pawn · e2 black queen · f2 white pawn | f8 white bishop · g7 black pawn · e5 white rook · f5 white pawn · h5 black king · e4 black pawn · f4 white king · h4 white knight · g3 white pawn · e2 black queen · f2 white pawn | f8 white bishop · g7 black pawn · e5 white rook · f5 white pawn · h5 black king · e4 black pawn · f4 white king · h4 white knight · g3 white pawn · e2 black queen · f2 white pawn | f8 white bishop · g7 black pawn · e5 white rook · f5 white pawn · h5 black king · e4 black pawn · f4 white king · h4 white knight · g3 white pawn · e2 black queen · f2 white pawn | f8 white bishop · g7 black pawn · e5 white rook · f5 white pawn · h5 black king · e4 black pawn · f4 white king · h4 white knight · g3 white pawn · e2 black queen · f2 white pawn | 4 |
| 3 | f8 white bishop · g7 black pawn · e5 white rook · f5 white pawn · h5 black king · e4 black pawn · f4 white king · h4 white knight · g3 white pawn · e2 black queen · f2 white pawn | f8 white bishop · g7 black pawn · e5 white rook · f5 white pawn · h5 black king · e4 black pawn · f4 white king · h4 white knight · g3 white pawn · e2 black queen · f2 white pawn | f8 white bishop · g7 black pawn · e5 white rook · f5 white pawn · h5 black king · e4 black pawn · f4 white king · h4 white knight · g3 white pawn · e2 black queen · f2 white pawn | f8 white bishop · g7 black pawn · e5 white rook · f5 white pawn · h5 black king · e4 black pawn · f4 white king · h4 white knight · g3 white pawn · e2 black queen · f2 white pawn | f8 white bishop · g7 black pawn · e5 white rook · f5 white pawn · h5 black king · e4 black pawn · f4 white king · h4 white knight · g3 white pawn · e2 black queen · f2 white pawn | f8 white bishop · g7 black pawn · e5 white rook · f5 white pawn · h5 black king · e4 black pawn · f4 white king · h4 white knight · g3 white pawn · e2 black queen · f2 white pawn | f8 white bishop · g7 black pawn · e5 white rook · f5 white pawn · h5 black king · e4 black pawn · f4 white king · h4 white knight · g3 white pawn · e2 black queen · f2 white pawn | f8 white bishop · g7 black pawn · e5 white rook · f5 white pawn · h5 black king · e4 black pawn · f4 white king · h4 white knight · g3 white pawn · e2 black queen · f2 white pawn | 3 |
| 2 | f8 white bishop · g7 black pawn · e5 white rook · f5 white pawn · h5 black king · e4 black pawn · f4 white king · h4 white knight · g3 white pawn · e2 black queen · f2 white pawn | f8 white bishop · g7 black pawn · e5 white rook · f5 white pawn · h5 black king · e4 black pawn · f4 white king · h4 white knight · g3 white pawn · e2 black queen · f2 white pawn | f8 white bishop · g7 black pawn · e5 white rook · f5 white pawn · h5 black king · e4 black pawn · f4 white king · h4 white knight · g3 white pawn · e2 black queen · f2 white pawn | f8 white bishop · g7 black pawn · e5 white rook · f5 white pawn · h5 black king · e4 black pawn · f4 white king · h4 white knight · g3 white pawn · e2 black queen · f2 white pawn | f8 white bishop · g7 black pawn · e5 white rook · f5 white pawn · h5 black king · e4 black pawn · f4 white king · h4 white knight · g3 white pawn · e2 black queen · f2 white pawn | f8 white bishop · g7 black pawn · e5 white rook · f5 white pawn · h5 black king · e4 black pawn · f4 white king · h4 white knight · g3 white pawn · e2 black queen · f2 white pawn | f8 white bishop · g7 black pawn · e5 white rook · f5 white pawn · h5 black king · e4 black pawn · f4 white king · h4 white knight · g3 white pawn · e2 black queen · f2 white pawn | f8 white bishop · g7 black pawn · e5 white rook · f5 white pawn · h5 black king · e4 black pawn · f4 white king · h4 white knight · g3 white pawn · e2 black queen · f2 white pawn | 2 |
| 1 | f8 white bishop · g7 black pawn · e5 white rook · f5 white pawn · h5 black king · e4 black pawn · f4 white king · h4 white knight · g3 white pawn · e2 black queen · f2 white pawn | f8 white bishop · g7 black pawn · e5 white rook · f5 white pawn · h5 black king · e4 black pawn · f4 white king · h4 white knight · g3 white pawn · e2 black queen · f2 white pawn | f8 white bishop · g7 black pawn · e5 white rook · f5 white pawn · h5 black king · e4 black pawn · f4 white king · h4 white knight · g3 white pawn · e2 black queen · f2 white pawn | f8 white bishop · g7 black pawn · e5 white rook · f5 white pawn · h5 black king · e4 black pawn · f4 white king · h4 white knight · g3 white pawn · e2 black queen · f2 white pawn | f8 white bishop · g7 black pawn · e5 white rook · f5 white pawn · h5 black king · e4 black pawn · f4 white king · h4 white knight · g3 white pawn · e2 black queen · f2 white pawn | f8 white bishop · g7 black pawn · e5 white rook · f5 white pawn · h5 black king · e4 black pawn · f4 white king · h4 white knight · g3 white pawn · e2 black queen · f2 white pawn | f8 white bishop · g7 black pawn · e5 white rook · f5 white pawn · h5 black king · e4 black pawn · f4 white king · h4 white knight · g3 white pawn · e2 black queen · f2 white pawn | f8 white bishop · g7 black pawn · e5 white rook · f5 white pawn · h5 black king · e4 black pawn · f4 white king · h4 white knight · g3 white pawn · e2 black queen · f2 white pawn | 1 |
|   | a | b | c | d | e | f | g | h |   |

Trong hình, tưởng chừng như nước đi 1...g5+ của Đen đã chiếu hết Trắng, tuy nhiên nó lại là một nước blunder khi Trắng có thể thực hiện nước bắt Tốt qua đường 2.fxg6 e.p.# để vừa hóa giải thế chiếu, đồng thời chiếu hết ngược lại Đen. (Trong thế trận này, Đen có thể nghĩ tới việc đánh hòa bằng cách chơi 1...Qxf2+)
Trong một ván đấu giữa Gunnar Gundersen và Albert H.Faul, Đen chơi 12...f7-f5, khiến Trắng đã có thể bắt Tốt cột f của Đen qua đường bằng quân Tốt cột e của mình, nhưng thay vào đó Gundersen chơi: 
13.h5+ Kh6 14.Nxe6+
Quân Tượng ở ô c1 đã tạo ra một đòn chiếu mở, và nước 14... Kh7 của Đen vẫn bị chiếu hết bởi 15.Qxg7# của Trắng.
14...g5 15.hxg6 e.p.#
Việc Trắng bắt Tốt Đen qua đường đặt Đen vào thế vừa bị chiếu đôi, vừa bị chiếu hết (trên thực tế, quân Tượng của Trắng ở c1 không quá cần thiết trong việc tạo thế chiếu hết). Nước bắt Tốt qua đường trong thế cờ này là cách duy nhất để Trắng chiếu đôi Đen mà không cần phải di chuyển bất cứ quân tấn công nào.
Tới nay, ván cờ có nhiều lần thực hiện bắt Tốt qua đường nhất là ba lần, xuất hiện ở ba ván cờ khác nhau mà không kì thủ nào thực hiện cả ba nước bắt, với ván đấu sớm nhất cho kỉ lục này vào năm 1980 giữa Alexandru Segal với Karl-Heinz Podzielny.:98–99

## Lịch sử
Trong quá khứ, quân Tốt không thể di chuyển hai ô ngay trong lượt đầu tiên. Nước đi này lần đầu tiên được sử dụng khoảng giữa thế kỷ thứ 13 và 16 nhằm tăng tốc độ các ván cờ. Nước bắt Tốt qua đường cũng có thể đã được sử dụng trong khoảng thời gian đó, hoặc muộn hơn một chút, khi những tài liệu sớm nhất đề cập tới nước đi này vào thế kỷ thứ 16.
Bắt Tốt qua đường là một trong những thay đổi lớn cuối cùng của cờ vua tại châu Âu.:16 Ở một vài nơi ở châu Âu, đặc biệt là ở Ý, luật này chưa được công nhận ngay lập tức. Tuy nhiên, vào năm 1880, người Ý cũng đã chấp nhận luật cờ vua được thống nhất bởi cộng đồng quốc tế mà trong đó có bắt Tốt qua đường, để chuẩn bị cho giải cờ vua ở Milan vào năm 1881.:124–125

## Liên quan tới việc hòa do lặp nước hay bí nước
Trong việc xét thế cờ có bị lặp lại hay không để xin hòa, hai thế cờ mà ở đó một thế có thể thực hiện việc bắt Tốt qua đường mà một thế cờ không thể; đây được coi là hai thế cờ hoàn toàn khác nhau.:27
Khi một kì thủ không bị chiếu, tuy nhiên chỉ có nước bắt Tốt qua đường là nước đi hợp lệ duy nhất, họ không được phép tuyên bố hòa do hết nước đi, khi đó hoặc họ phải bắt Tốt qua đường, hoặc phải kết thúc ván đấu theo các cách hợp lệ khác.:49 Điều này khiến các kì thủ cờ vua có các cuộc tranh luận vào thế kỷ thứ 19, khi một vài trong số họ cho rằng bắt Tốt qua đường là một nước đi không nhất thiết phải thực hiện trong những tình huống như vậy. Trong cuốn Chess Praxis xuất bản năm 1860, Howard Staunton đã khẳng định rằng nếu tình huống tương tự có xảy ra, người chơi vào thế bí nước phải thực hiện nước bắt Tốt qua đường, và luật cờ vua cũng làm rõ điều tương tự.:49

## Trong các câu đố
Các nước bắt Tốt qua đường cũng thường xuyên xuất hiện trong các câu đố cờ vua. Theo Kenneth S. Howard, "Bắt Tốt qua đường có thể tạo ra sức ảnh hưởng lớn trong khai cuộc và tàn cuộc cho cả Trắng và Đen.":106 Bằng kỹ thuật phân tích ngược, quân Tốt có thể thực hiện nước bắt Tốt qua đường khi và chỉ khi quân Tốt bị bắt đã di chuyển hai bước ở nước đi trước đó.
|   | a | b | c | d | e | f | g | h |   |
| 8 | a8 white bishop · f8 black knight · d7 black pawn · e7 black pawn · f7 black pawn · b6 white knight · c6 black pawn · e6 black king · h6 white knight · c5 white pawn · e5 white pawn · c4 black pawn · e4 black pawn · h4 black pawn · g3 white bishop · d2 white pawn · f2 white pawn · a1 white queen · e1 white rook · g1 white king | a8 white bishop · f8 black knight · d7 black pawn · e7 black pawn · f7 black pawn · b6 white knight · c6 black pawn · e6 black king · h6 white knight · c5 white pawn · e5 white pawn · c4 black pawn · e4 black pawn · h4 black pawn · g3 white bishop · d2 white pawn · f2 white pawn · a1 white queen · e1 white rook · g1 white king | a8 white bishop · f8 black knight · d7 black pawn · e7 black pawn · f7 black pawn · b6 white knight · c6 black pawn · e6 black king · h6 white knight · c5 white pawn · e5 white pawn · c4 black pawn · e4 black pawn · h4 black pawn · g3 white bishop · d2 white pawn · f2 white pawn · a1 white queen · e1 white rook · g1 white king | a8 white bishop · f8 black knight · d7 black pawn · e7 black pawn · f7 black pawn · b6 white knight · c6 black pawn · e6 black king · h6 white knight · c5 white pawn · e5 white pawn · c4 black pawn · e4 black pawn · h4 black pawn · g3 white bishop · d2 white pawn · f2 white pawn · a1 white queen · e1 white rook · g1 white king | a8 white bishop · f8 black knight · d7 black pawn · e7 black pawn · f7 black pawn · b6 white knight · c6 black pawn · e6 black king · h6 white knight · c5 white pawn · e5 white pawn · c4 black pawn · e4 black pawn · h4 black pawn · g3 white bishop · d2 white pawn · f2 white pawn · a1 white queen · e1 white rook · g1 white king | a8 white bishop · f8 black knight · d7 black pawn · e7 black pawn · f7 black pawn · b6 white knight · c6 black pawn · e6 black king · h6 white knight · c5 white pawn · e5 white pawn · c4 black pawn · e4 black pawn · h4 black pawn · g3 white bishop · d2 white pawn · f2 white pawn · a1 white queen · e1 white rook · g1 white king | a8 white bishop · f8 black knight · d7 black pawn · e7 black pawn · f7 black pawn · b6 white knight · c6 black pawn · e6 black king · h6 white knight · c5 white pawn · e5 white pawn · c4 black pawn · e4 black pawn · h4 black pawn · g3 white bishop · d2 white pawn · f2 white pawn · a1 white queen · e1 white rook · g1 white king | a8 white bishop · f8 black knight · d7 black pawn · e7 black pawn · f7 black pawn · b6 white knight · c6 black pawn · e6 black king · h6 white knight · c5 white pawn · e5 white pawn · c4 black pawn · e4 black pawn · h4 black pawn · g3 white bishop · d2 white pawn · f2 white pawn · a1 white queen · e1 white rook · g1 white king | 8 |
| 7 | a8 white bishop · f8 black knight · d7 black pawn · e7 black pawn · f7 black pawn · b6 white knight · c6 black pawn · e6 black king · h6 white knight · c5 white pawn · e5 white pawn · c4 black pawn · e4 black pawn · h4 black pawn · g3 white bishop · d2 white pawn · f2 white pawn · a1 white queen · e1 white rook · g1 white king | a8 white bishop · f8 black knight · d7 black pawn · e7 black pawn · f7 black pawn · b6 white knight · c6 black pawn · e6 black king · h6 white knight · c5 white pawn · e5 white pawn · c4 black pawn · e4 black pawn · h4 black pawn · g3 white bishop · d2 white pawn · f2 white pawn · a1 white queen · e1 white rook · g1 white king | a8 white bishop · f8 black knight · d7 black pawn · e7 black pawn · f7 black pawn · b6 white knight · c6 black pawn · e6 black king · h6 white knight · c5 white pawn · e5 white pawn · c4 black pawn · e4 black pawn · h4 black pawn · g3 white bishop · d2 white pawn · f2 white pawn · a1 white queen · e1 white rook · g1 white king | a8 white bishop · f8 black knight · d7 black pawn · e7 black pawn · f7 black pawn · b6 white knight · c6 black pawn · e6 black king · h6 white knight · c5 white pawn · e5 white pawn · c4 black pawn · e4 black pawn · h4 black pawn · g3 white bishop · d2 white pawn · f2 white pawn · a1 white queen · e1 white rook · g1 white king | a8 white bishop · f8 black knight · d7 black pawn · e7 black pawn · f7 black pawn · b6 white knight · c6 black pawn · e6 black king · h6 white knight · c5 white pawn · e5 white pawn · c4 black pawn · e4 black pawn · h4 black pawn · g3 white bishop · d2 white pawn · f2 white pawn · a1 white queen · e1 white rook · g1 white king | a8 white bishop · f8 black knight · d7 black pawn · e7 black pawn · f7 black pawn · b6 white knight · c6 black pawn · e6 black king · h6 white knight · c5 white pawn · e5 white pawn · c4 black pawn · e4 black pawn · h4 black pawn · g3 white bishop · d2 white pawn · f2 white pawn · a1 white queen · e1 white rook · g1 white king | a8 white bishop · f8 black knight · d7 black pawn · e7 black pawn · f7 black pawn · b6 white knight · c6 black pawn · e6 black king · h6 white knight · c5 white pawn · e5 white pawn · c4 black pawn · e4 black pawn · h4 black pawn · g3 white bishop · d2 white pawn · f2 white pawn · a1 white queen · e1 white rook · g1 white king | a8 white bishop · f8 black knight · d7 black pawn · e7 black pawn · f7 black pawn · b6 white knight · c6 black pawn · e6 black king · h6 white knight · c5 white pawn · e5 white pawn · c4 black pawn · e4 black pawn · h4 black pawn · g3 white bishop · d2 white pawn · f2 white pawn · a1 white queen · e1 white rook · g1 white king | 7 |
| 6 | a8 white bishop · f8 black knight · d7 black pawn · e7 black pawn · f7 black pawn · b6 white knight · c6 black pawn · e6 black king · h6 white knight · c5 white pawn · e5 white pawn · c4 black pawn · e4 black pawn · h4 black pawn · g3 white bishop · d2 white pawn · f2 white pawn · a1 white queen · e1 white rook · g1 white king | a8 white bishop · f8 black knight · d7 black pawn · e7 black pawn · f7 black pawn · b6 white knight · c6 black pawn · e6 black king · h6 white knight · c5 white pawn · e5 white pawn · c4 black pawn · e4 black pawn · h4 black pawn · g3 white bishop · d2 white pawn · f2 white pawn · a1 white queen · e1 white rook · g1 white king | a8 white bishop · f8 black knight · d7 black pawn · e7 black pawn · f7 black pawn · b6 white knight · c6 black pawn · e6 black king · h6 white knight · c5 white pawn · e5 white pawn · c4 black pawn · e4 black pawn · h4 black pawn · g3 white bishop · d2 white pawn · f2 white pawn · a1 white queen · e1 white rook · g1 white king | a8 white bishop · f8 black knight · d7 black pawn · e7 black pawn · f7 black pawn · b6 white knight · c6 black pawn · e6 black king · h6 white knight · c5 white pawn · e5 white pawn · c4 black pawn · e4 black pawn · h4 black pawn · g3 white bishop · d2 white pawn · f2 white pawn · a1 white queen · e1 white rook · g1 white king | a8 white bishop · f8 black knight · d7 black pawn · e7 black pawn · f7 black pawn · b6 white knight · c6 black pawn · e6 black king · h6 white knight · c5 white pawn · e5 white pawn · c4 black pawn · e4 black pawn · h4 black pawn · g3 white bishop · d2 white pawn · f2 white pawn · a1 white queen · e1 white rook · g1 white king | a8 white bishop · f8 black knight · d7 black pawn · e7 black pawn · f7 black pawn · b6 white knight · c6 black pawn · e6 black king · h6 white knight · c5 white pawn · e5 white pawn · c4 black pawn · e4 black pawn · h4 black pawn · g3 white bishop · d2 white pawn · f2 white pawn · a1 white queen · e1 white rook · g1 white king | a8 white bishop · f8 black knight · d7 black pawn · e7 black pawn · f7 black pawn · b6 white knight · c6 black pawn · e6 black king · h6 white knight · c5 white pawn · e5 white pawn · c4 black pawn · e4 black pawn · h4 black pawn · g3 white bishop · d2 white pawn · f2 white pawn · a1 white queen · e1 white rook · g1 white king | a8 white bishop · f8 black knight · d7 black pawn · e7 black pawn · f7 black pawn · b6 white knight · c6 black pawn · e6 black king · h6 white knight · c5 white pawn · e5 white pawn · c4 black pawn · e4 black pawn · h4 black pawn · g3 white bishop · d2 white pawn · f2 white pawn · a1 white queen · e1 white rook · g1 white king | 6 |
| 5 | a8 white bishop · f8 black knight · d7 black pawn · e7 black pawn · f7 black pawn · b6 white knight · c6 black pawn · e6 black king · h6 white knight · c5 white pawn · e5 white pawn · c4 black pawn · e4 black pawn · h4 black pawn · g3 white bishop · d2 white pawn · f2 white pawn · a1 white queen · e1 white rook · g1 white king | a8 white bishop · f8 black knight · d7 black pawn · e7 black pawn · f7 black pawn · b6 white knight · c6 black pawn · e6 black king · h6 white knight · c5 white pawn · e5 white pawn · c4 black pawn · e4 black pawn · h4 black pawn · g3 white bishop · d2 white pawn · f2 white pawn · a1 white queen · e1 white rook · g1 white king | a8 white bishop · f8 black knight · d7 black pawn · e7 black pawn · f7 black pawn · b6 white knight · c6 black pawn · e6 black king · h6 white knight · c5 white pawn · e5 white pawn · c4 black pawn · e4 black pawn · h4 black pawn · g3 white bishop · d2 white pawn · f2 white pawn · a1 white queen · e1 white rook · g1 white king | a8 white bishop · f8 black knight · d7 black pawn · e7 black pawn · f7 black pawn · b6 white knight · c6 black pawn · e6 black king · h6 white knight · c5 white pawn · e5 white pawn · c4 black pawn · e4 black pawn · h4 black pawn · g3 white bishop · d2 white pawn · f2 white pawn · a1 white queen · e1 white rook · g1 white king | a8 white bishop · f8 black knight · d7 black pawn · e7 black pawn · f7 black pawn · b6 white knight · c6 black pawn · e6 black king · h6 white knight · c5 white pawn · e5 white pawn · c4 black pawn · e4 black pawn · h4 black pawn · g3 white bishop · d2 white pawn · f2 white pawn · a1 white queen · e1 white rook · g1 white king | a8 white bishop · f8 black knight · d7 black pawn · e7 black pawn · f7 black pawn · b6 white knight · c6 black pawn · e6 black king · h6 white knight · c5 white pawn · e5 white pawn · c4 black pawn · e4 black pawn · h4 black pawn · g3 white bishop · d2 white pawn · f2 white pawn · a1 white queen · e1 white rook · g1 white king | a8 white bishop · f8 black knight · d7 black pawn · e7 black pawn · f7 black pawn · b6 white knight · c6 black pawn · e6 black king · h6 white knight · c5 white pawn · e5 white pawn · c4 black pawn · e4 black pawn · h4 black pawn · g3 white bishop · d2 white pawn · f2 white pawn · a1 white queen · e1 white rook · g1 white king | a8 white bishop · f8 black knight · d7 black pawn · e7 black pawn · f7 black pawn · b6 white knight · c6 black pawn · e6 black king · h6 white knight · c5 white pawn · e5 white pawn · c4 black pawn · e4 black pawn · h4 black pawn · g3 white bishop · d2 white pawn · f2 white pawn · a1 white queen · e1 white rook · g1 white king | 5 |
| 4 | a8 white bishop · f8 black knight · d7 black pawn · e7 black pawn · f7 black pawn · b6 white knight · c6 black pawn · e6 black king · h6 white knight · c5 white pawn · e5 white pawn · c4 black pawn · e4 black pawn · h4 black pawn · g3 white bishop · d2 white pawn · f2 white pawn · a1 white queen · e1 white rook · g1 white king | a8 white bishop · f8 black knight · d7 black pawn · e7 black pawn · f7 black pawn · b6 white knight · c6 black pawn · e6 black king · h6 white knight · c5 white pawn · e5 white pawn · c4 black pawn · e4 black pawn · h4 black pawn · g3 white bishop · d2 white pawn · f2 white pawn · a1 white queen · e1 white rook · g1 white king | a8 white bishop · f8 black knight · d7 black pawn · e7 black pawn · f7 black pawn · b6 white knight · c6 black pawn · e6 black king · h6 white knight · c5 white pawn · e5 white pawn · c4 black pawn · e4 black pawn · h4 black pawn · g3 white bishop · d2 white pawn · f2 white pawn · a1 white queen · e1 white rook · g1 white king | a8 white bishop · f8 black knight · d7 black pawn · e7 black pawn · f7 black pawn · b6 white knight · c6 black pawn · e6 black king · h6 white knight · c5 white pawn · e5 white pawn · c4 black pawn · e4 black pawn · h4 black pawn · g3 white bishop · d2 white pawn · f2 white pawn · a1 white queen · e1 white rook · g1 white king | a8 white bishop · f8 black knight · d7 black pawn · e7 black pawn · f7 black pawn · b6 white knight · c6 black pawn · e6 black king · h6 white knight · c5 white pawn · e5 white pawn · c4 black pawn · e4 black pawn · h4 black pawn · g3 white bishop · d2 white pawn · f2 white pawn · a1 white queen · e1 white rook · g1 white king | a8 white bishop · f8 black knight · d7 black pawn · e7 black pawn · f7 black pawn · b6 white knight · c6 black pawn · e6 black king · h6 white knight · c5 white pawn · e5 white pawn · c4 black pawn · e4 black pawn · h4 black pawn · g3 white bishop · d2 white pawn · f2 white pawn · a1 white queen · e1 white rook · g1 white king | a8 white bishop · f8 black knight · d7 black pawn · e7 black pawn · f7 black pawn · b6 white knight · c6 black pawn · e6 black king · h6 white knight · c5 white pawn · e5 white pawn · c4 black pawn · e4 black pawn · h4 black pawn · g3 white bishop · d2 white pawn · f2 white pawn · a1 white queen · e1 white rook · g1 white king | a8 white bishop · f8 black knight · d7 black pawn · e7 black pawn · f7 black pawn · b6 white knight · c6 black pawn · e6 black king · h6 white knight · c5 white pawn · e5 white pawn · c4 black pawn · e4 black pawn · h4 black pawn · g3 white bishop · d2 white pawn · f2 white pawn · a1 white queen · e1 white rook · g1 white king | 4 |
| 3 | a8 white bishop · f8 black knight · d7 black pawn · e7 black pawn · f7 black pawn · b6 white knight · c6 black pawn · e6 black king · h6 white knight · c5 white pawn · e5 white pawn · c4 black pawn · e4 black pawn · h4 black pawn · g3 white bishop · d2 white pawn · f2 white pawn · a1 white queen · e1 white rook · g1 white king | a8 white bishop · f8 black knight · d7 black pawn · e7 black pawn · f7 black pawn · b6 white knight · c6 black pawn · e6 black king · h6 white knight · c5 white pawn · e5 white pawn · c4 black pawn · e4 black pawn · h4 black pawn · g3 white bishop · d2 white pawn · f2 white pawn · a1 white queen · e1 white rook · g1 white king | a8 white bishop · f8 black knight · d7 black pawn · e7 black pawn · f7 black pawn · b6 white knight · c6 black pawn · e6 black king · h6 white knight · c5 white pawn · e5 white pawn · c4 black pawn · e4 black pawn · h4 black pawn · g3 white bishop · d2 white pawn · f2 white pawn · a1 white queen · e1 white rook · g1 white king | a8 white bishop · f8 black knight · d7 black pawn · e7 black pawn · f7 black pawn · b6 white knight · c6 black pawn · e6 black king · h6 white knight · c5 white pawn · e5 white pawn · c4 black pawn · e4 black pawn · h4 black pawn · g3 white bishop · d2 white pawn · f2 white pawn · a1 white queen · e1 white rook · g1 white king | a8 white bishop · f8 black knight · d7 black pawn · e7 black pawn · f7 black pawn · b6 white knight · c6 black pawn · e6 black king · h6 white knight · c5 white pawn · e5 white pawn · c4 black pawn · e4 black pawn · h4 black pawn · g3 white bishop · d2 white pawn · f2 white pawn · a1 white queen · e1 white rook · g1 white king | a8 white bishop · f8 black knight · d7 black pawn · e7 black pawn · f7 black pawn · b6 white knight · c6 black pawn · e6 black king · h6 white knight · c5 white pawn · e5 white pawn · c4 black pawn · e4 black pawn · h4 black pawn · g3 white bishop · d2 white pawn · f2 white pawn · a1 white queen · e1 white rook · g1 white king | a8 white bishop · f8 black knight · d7 black pawn · e7 black pawn · f7 black pawn · b6 white knight · c6 black pawn · e6 black king · h6 white knight · c5 white pawn · e5 white pawn · c4 black pawn · e4 black pawn · h4 black pawn · g3 white bishop · d2 white pawn · f2 white pawn · a1 white queen · e1 white rook · g1 white king | a8 white bishop · f8 black knight · d7 black pawn · e7 black pawn · f7 black pawn · b6 white knight · c6 black pawn · e6 black king · h6 white knight · c5 white pawn · e5 white pawn · c4 black pawn · e4 black pawn · h4 black pawn · g3 white bishop · d2 white pawn · f2 white pawn · a1 white queen · e1 white rook · g1 white king | 3 |
| 2 | a8 white bishop · f8 black knight · d7 black pawn · e7 black pawn · f7 black pawn · b6 white knight · c6 black pawn · e6 black king · h6 white knight · c5 white pawn · e5 white pawn · c4 black pawn · e4 black pawn · h4 black pawn · g3 white bishop · d2 white pawn · f2 white pawn · a1 white queen · e1 white rook · g1 white king | a8 white bishop · f8 black knight · d7 black pawn · e7 black pawn · f7 black pawn · b6 white knight · c6 black pawn · e6 black king · h6 white knight · c5 white pawn · e5 white pawn · c4 black pawn · e4 black pawn · h4 black pawn · g3 white bishop · d2 white pawn · f2 white pawn · a1 white queen · e1 white rook · g1 white king | a8 white bishop · f8 black knight · d7 black pawn · e7 black pawn · f7 black pawn · b6 white knight · c6 black pawn · e6 black king · h6 white knight · c5 white pawn · e5 white pawn · c4 black pawn · e4 black pawn · h4 black pawn · g3 white bishop · d2 white pawn · f2 white pawn · a1 white queen · e1 white rook · g1 white king | a8 white bishop · f8 black knight · d7 black pawn · e7 black pawn · f7 black pawn · b6 white knight · c6 black pawn · e6 black king · h6 white knight · c5 white pawn · e5 white pawn · c4 black pawn · e4 black pawn · h4 black pawn · g3 white bishop · d2 white pawn · f2 white pawn · a1 white queen · e1 white rook · g1 white king | a8 white bishop · f8 black knight · d7 black pawn · e7 black pawn · f7 black pawn · b6 white knight · c6 black pawn · e6 black king · h6 white knight · c5 white pawn · e5 white pawn · c4 black pawn · e4 black pawn · h4 black pawn · g3 white bishop · d2 white pawn · f2 white pawn · a1 white queen · e1 white rook · g1 white king | a8 white bishop · f8 black knight · d7 black pawn · e7 black pawn · f7 black pawn · b6 white knight · c6 black pawn · e6 black king · h6 white knight · c5 white pawn · e5 white pawn · c4 black pawn · e4 black pawn · h4 black pawn · g3 white bishop · d2 white pawn · f2 white pawn · a1 white queen · e1 white rook · g1 white king | a8 white bishop · f8 black knight · d7 black pawn · e7 black pawn · f7 black pawn · b6 white knight · c6 black pawn · e6 black king · h6 white knight · c5 white pawn · e5 white pawn · c4 black pawn · e4 black pawn · h4 black pawn · g3 white bishop · d2 white pawn · f2 white pawn · a1 white queen · e1 white rook · g1 white king | a8 white bishop · f8 black knight · d7 black pawn · e7 black pawn · f7 black pawn · b6 white knight · c6 black pawn · e6 black king · h6 white knight · c5 white pawn · e5 white pawn · c4 black pawn · e4 black pawn · h4 black pawn · g3 white bishop · d2 white pawn · f2 white pawn · a1 white queen · e1 white rook · g1 white king | 2 |
| 1 | a8 white bishop · f8 black knight · d7 black pawn · e7 black pawn · f7 black pawn · b6 white knight · c6 black pawn · e6 black king · h6 white knight · c5 white pawn · e5 white pawn · c4 black pawn · e4 black pawn · h4 black pawn · g3 white bishop · d2 white pawn · f2 white pawn · a1 white queen · e1 white rook · g1 white king | a8 white bishop · f8 black knight · d7 black pawn · e7 black pawn · f7 black pawn · b6 white knight · c6 black pawn · e6 black king · h6 white knight · c5 white pawn · e5 white pawn · c4 black pawn · e4 black pawn · h4 black pawn · g3 white bishop · d2 white pawn · f2 white pawn · a1 white queen · e1 white rook · g1 white king | a8 white bishop · f8 black knight · d7 black pawn · e7 black pawn · f7 black pawn · b6 white knight · c6 black pawn · e6 black king · h6 white knight · c5 white pawn · e5 white pawn · c4 black pawn · e4 black pawn · h4 black pawn · g3 white bishop · d2 white pawn · f2 white pawn · a1 white queen · e1 white rook · g1 white king | a8 white bishop · f8 black knight · d7 black pawn · e7 black pawn · f7 black pawn · b6 white knight · c6 black pawn · e6 black king · h6 white knight · c5 white pawn · e5 white pawn · c4 black pawn · e4 black pawn · h4 black pawn · g3 white bishop · d2 white pawn · f2 white pawn · a1 white queen · e1 white rook · g1 white king | a8 white bishop · f8 black knight · d7 black pawn · e7 black pawn · f7 black pawn · b6 white knight · c6 black pawn · e6 black king · h6 white knight · c5 white pawn · e5 white pawn · c4 black pawn · e4 black pawn · h4 black pawn · g3 white bishop · d2 white pawn · f2 white pawn · a1 white queen · e1 white rook · g1 white king | a8 white bishop · f8 black knight · d7 black pawn · e7 black pawn · f7 black pawn · b6 white knight · c6 black pawn · e6 black king · h6 white knight · c5 white pawn · e5 white pawn · c4 black pawn · e4 black pawn · h4 black pawn · g3 white bishop · d2 white pawn · f2 white pawn · a1 white queen · e1 white rook · g1 white king | a8 white bishop · f8 black knight · d7 black pawn · e7 black pawn · f7 black pawn · b6 white knight · c6 black pawn · e6 black king · h6 white knight · c5 white pawn · e5 white pawn · c4 black pawn · e4 black pawn · h4 black pawn · g3 white bishop · d2 white pawn · f2 white pawn · a1 white queen · e1 white rook · g1 white king | a8 white bishop · f8 black knight · d7 black pawn · e7 black pawn · f7 black pawn · b6 white knight · c6 black pawn · e6 black king · h6 white knight · c5 white pawn · e5 white pawn · c4 black pawn · e4 black pawn · h4 black pawn · g3 white bishop · d2 white pawn · f2 white pawn · a1 white queen · e1 white rook · g1 white king | 1 |
|   | a | b | c | d | e | f | g | h |   |

Trong câu đố được sáng tác vào năm 1938 bởi Howard, nước đi mấu chốt của câu đố này là 
1.d4!
khi đe dọa 2.d5+ cxd5 3.Bxd5# chiếu hết Đen. Đen có thể bắt Tốt d4 của Trắng qua đường bằng hai cách 
1...exd3 e.p.
khiến quân Tốt ở e4 di chuyển từ cột e tới cột d, tuy nhiên Trắng có thể chơi 2.f4 để đe dọa 3.f5# chiếu hết. Đen có thể chơi 2... f5, tuy nhiên điều này cho phép Trắng chơi 3.exf6 e.p.# khi cột e không được che chắn bởi quân Tốt ở e4 trước nước chiếu của Xe e1. 
Đen cũng có thể chơi
1...cxd3 e.p.
tuy nhiên lại khiến đường chéo a2-d8 trở nên thuận lợi cho Trắng để thực hiện 2.Qa2+ d5 3.cxd6 e.p.#. 
|   | a | b | c | d | e | f | g | h |   |
| 8 | b7 black bishop · f7 black queen · a6 white bishop · g5 black pawn · b4 white rook · e4 black pawn · f4 black king · g4 white pawn · h4 black pawn · b3 black pawn · h3 white pawn · b2 white queen · d2 white pawn · g2 white king | b7 black bishop · f7 black queen · a6 white bishop · g5 black pawn · b4 white rook · e4 black pawn · f4 black king · g4 white pawn · h4 black pawn · b3 black pawn · h3 white pawn · b2 white queen · d2 white pawn · g2 white king | b7 black bishop · f7 black queen · a6 white bishop · g5 black pawn · b4 white rook · e4 black pawn · f4 black king · g4 white pawn · h4 black pawn · b3 black pawn · h3 white pawn · b2 white queen · d2 white pawn · g2 white king | b7 black bishop · f7 black queen · a6 white bishop · g5 black pawn · b4 white rook · e4 black pawn · f4 black king · g4 white pawn · h4 black pawn · b3 black pawn · h3 white pawn · b2 white queen · d2 white pawn · g2 white king | b7 black bishop · f7 black queen · a6 white bishop · g5 black pawn · b4 white rook · e4 black pawn · f4 black king · g4 white pawn · h4 black pawn · b3 black pawn · h3 white pawn · b2 white queen · d2 white pawn · g2 white king | b7 black bishop · f7 black queen · a6 white bishop · g5 black pawn · b4 white rook · e4 black pawn · f4 black king · g4 white pawn · h4 black pawn · b3 black pawn · h3 white pawn · b2 white queen · d2 white pawn · g2 white king | b7 black bishop · f7 black queen · a6 white bishop · g5 black pawn · b4 white rook · e4 black pawn · f4 black king · g4 white pawn · h4 black pawn · b3 black pawn · h3 white pawn · b2 white queen · d2 white pawn · g2 white king | b7 black bishop · f7 black queen · a6 white bishop · g5 black pawn · b4 white rook · e4 black pawn · f4 black king · g4 white pawn · h4 black pawn · b3 black pawn · h3 white pawn · b2 white queen · d2 white pawn · g2 white king | 8 |
| 7 | b7 black bishop · f7 black queen · a6 white bishop · g5 black pawn · b4 white rook · e4 black pawn · f4 black king · g4 white pawn · h4 black pawn · b3 black pawn · h3 white pawn · b2 white queen · d2 white pawn · g2 white king | b7 black bishop · f7 black queen · a6 white bishop · g5 black pawn · b4 white rook · e4 black pawn · f4 black king · g4 white pawn · h4 black pawn · b3 black pawn · h3 white pawn · b2 white queen · d2 white pawn · g2 white king | b7 black bishop · f7 black queen · a6 white bishop · g5 black pawn · b4 white rook · e4 black pawn · f4 black king · g4 white pawn · h4 black pawn · b3 black pawn · h3 white pawn · b2 white queen · d2 white pawn · g2 white king | b7 black bishop · f7 black queen · a6 white bishop · g5 black pawn · b4 white rook · e4 black pawn · f4 black king · g4 white pawn · h4 black pawn · b3 black pawn · h3 white pawn · b2 white queen · d2 white pawn · g2 white king | b7 black bishop · f7 black queen · a6 white bishop · g5 black pawn · b4 white rook · e4 black pawn · f4 black king · g4 white pawn · h4 black pawn · b3 black pawn · h3 white pawn · b2 white queen · d2 white pawn · g2 white king | b7 black bishop · f7 black queen · a6 white bishop · g5 black pawn · b4 white rook · e4 black pawn · f4 black king · g4 white pawn · h4 black pawn · b3 black pawn · h3 white pawn · b2 white queen · d2 white pawn · g2 white king | b7 black bishop · f7 black queen · a6 white bishop · g5 black pawn · b4 white rook · e4 black pawn · f4 black king · g4 white pawn · h4 black pawn · b3 black pawn · h3 white pawn · b2 white queen · d2 white pawn · g2 white king | b7 black bishop · f7 black queen · a6 white bishop · g5 black pawn · b4 white rook · e4 black pawn · f4 black king · g4 white pawn · h4 black pawn · b3 black pawn · h3 white pawn · b2 white queen · d2 white pawn · g2 white king | 7 |
| 6 | b7 black bishop · f7 black queen · a6 white bishop · g5 black pawn · b4 white rook · e4 black pawn · f4 black king · g4 white pawn · h4 black pawn · b3 black pawn · h3 white pawn · b2 white queen · d2 white pawn · g2 white king | b7 black bishop · f7 black queen · a6 white bishop · g5 black pawn · b4 white rook · e4 black pawn · f4 black king · g4 white pawn · h4 black pawn · b3 black pawn · h3 white pawn · b2 white queen · d2 white pawn · g2 white king | b7 black bishop · f7 black queen · a6 white bishop · g5 black pawn · b4 white rook · e4 black pawn · f4 black king · g4 white pawn · h4 black pawn · b3 black pawn · h3 white pawn · b2 white queen · d2 white pawn · g2 white king | b7 black bishop · f7 black queen · a6 white bishop · g5 black pawn · b4 white rook · e4 black pawn · f4 black king · g4 white pawn · h4 black pawn · b3 black pawn · h3 white pawn · b2 white queen · d2 white pawn · g2 white king | b7 black bishop · f7 black queen · a6 white bishop · g5 black pawn · b4 white rook · e4 black pawn · f4 black king · g4 white pawn · h4 black pawn · b3 black pawn · h3 white pawn · b2 white queen · d2 white pawn · g2 white king | b7 black bishop · f7 black queen · a6 white bishop · g5 black pawn · b4 white rook · e4 black pawn · f4 black king · g4 white pawn · h4 black pawn · b3 black pawn · h3 white pawn · b2 white queen · d2 white pawn · g2 white king | b7 black bishop · f7 black queen · a6 white bishop · g5 black pawn · b4 white rook · e4 black pawn · f4 black king · g4 white pawn · h4 black pawn · b3 black pawn · h3 white pawn · b2 white queen · d2 white pawn · g2 white king | b7 black bishop · f7 black queen · a6 white bishop · g5 black pawn · b4 white rook · e4 black pawn · f4 black king · g4 white pawn · h4 black pawn · b3 black pawn · h3 white pawn · b2 white queen · d2 white pawn · g2 white king | 6 |
| 5 | b7 black bishop · f7 black queen · a6 white bishop · g5 black pawn · b4 white rook · e4 black pawn · f4 black king · g4 white pawn · h4 black pawn · b3 black pawn · h3 white pawn · b2 white queen · d2 white pawn · g2 white king | b7 black bishop · f7 black queen · a6 white bishop · g5 black pawn · b4 white rook · e4 black pawn · f4 black king · g4 white pawn · h4 black pawn · b3 black pawn · h3 white pawn · b2 white queen · d2 white pawn · g2 white king | b7 black bishop · f7 black queen · a6 white bishop · g5 black pawn · b4 white rook · e4 black pawn · f4 black king · g4 white pawn · h4 black pawn · b3 black pawn · h3 white pawn · b2 white queen · d2 white pawn · g2 white king | b7 black bishop · f7 black queen · a6 white bishop · g5 black pawn · b4 white rook · e4 black pawn · f4 black king · g4 white pawn · h4 black pawn · b3 black pawn · h3 white pawn · b2 white queen · d2 white pawn · g2 white king | b7 black bishop · f7 black queen · a6 white bishop · g5 black pawn · b4 white rook · e4 black pawn · f4 black king · g4 white pawn · h4 black pawn · b3 black pawn · h3 white pawn · b2 white queen · d2 white pawn · g2 white king | b7 black bishop · f7 black queen · a6 white bishop · g5 black pawn · b4 white rook · e4 black pawn · f4 black king · g4 white pawn · h4 black pawn · b3 black pawn · h3 white pawn · b2 white queen · d2 white pawn · g2 white king | b7 black bishop · f7 black queen · a6 white bishop · g5 black pawn · b4 white rook · e4 black pawn · f4 black king · g4 white pawn · h4 black pawn · b3 black pawn · h3 white pawn · b2 white queen · d2 white pawn · g2 white king | b7 black bishop · f7 black queen · a6 white bishop · g5 black pawn · b4 white rook · e4 black pawn · f4 black king · g4 white pawn · h4 black pawn · b3 black pawn · h3 white pawn · b2 white queen · d2 white pawn · g2 white king | 5 |
| 4 | b7 black bishop · f7 black queen · a6 white bishop · g5 black pawn · b4 white rook · e4 black pawn · f4 black king · g4 white pawn · h4 black pawn · b3 black pawn · h3 white pawn · b2 white queen · d2 white pawn · g2 white king | b7 black bishop · f7 black queen · a6 white bishop · g5 black pawn · b4 white rook · e4 black pawn · f4 black king · g4 white pawn · h4 black pawn · b3 black pawn · h3 white pawn · b2 white queen · d2 white pawn · g2 white king | b7 black bishop · f7 black queen · a6 white bishop · g5 black pawn · b4 white rook · e4 black pawn · f4 black king · g4 white pawn · h4 black pawn · b3 black pawn · h3 white pawn · b2 white queen · d2 white pawn · g2 white king | b7 black bishop · f7 black queen · a6 white bishop · g5 black pawn · b4 white rook · e4 black pawn · f4 black king · g4 white pawn · h4 black pawn · b3 black pawn · h3 white pawn · b2 white queen · d2 white pawn · g2 white king | b7 black bishop · f7 black queen · a6 white bishop · g5 black pawn · b4 white rook · e4 black pawn · f4 black king · g4 white pawn · h4 black pawn · b3 black pawn · h3 white pawn · b2 white queen · d2 white pawn · g2 white king | b7 black bishop · f7 black queen · a6 white bishop · g5 black pawn · b4 white rook · e4 black pawn · f4 black king · g4 white pawn · h4 black pawn · b3 black pawn · h3 white pawn · b2 white queen · d2 white pawn · g2 white king | b7 black bishop · f7 black queen · a6 white bishop · g5 black pawn · b4 white rook · e4 black pawn · f4 black king · g4 white pawn · h4 black pawn · b3 black pawn · h3 white pawn · b2 white queen · d2 white pawn · g2 white king | b7 black bishop · f7 black queen · a6 white bishop · g5 black pawn · b4 white rook · e4 black pawn · f4 black king · g4 white pawn · h4 black pawn · b3 black pawn · h3 white pawn · b2 white queen · d2 white pawn · g2 white king | 4 |
| 3 | b7 black bishop · f7 black queen · a6 white bishop · g5 black pawn · b4 white rook · e4 black pawn · f4 black king · g4 white pawn · h4 black pawn · b3 black pawn · h3 white pawn · b2 white queen · d2 white pawn · g2 white king | b7 black bishop · f7 black queen · a6 white bishop · g5 black pawn · b4 white rook · e4 black pawn · f4 black king · g4 white pawn · h4 black pawn · b3 black pawn · h3 white pawn · b2 white queen · d2 white pawn · g2 white king | b7 black bishop · f7 black queen · a6 white bishop · g5 black pawn · b4 white rook · e4 black pawn · f4 black king · g4 white pawn · h4 black pawn · b3 black pawn · h3 white pawn · b2 white queen · d2 white pawn · g2 white king | b7 black bishop · f7 black queen · a6 white bishop · g5 black pawn · b4 white rook · e4 black pawn · f4 black king · g4 white pawn · h4 black pawn · b3 black pawn · h3 white pawn · b2 white queen · d2 white pawn · g2 white king | b7 black bishop · f7 black queen · a6 white bishop · g5 black pawn · b4 white rook · e4 black pawn · f4 black king · g4 white pawn · h4 black pawn · b3 black pawn · h3 white pawn · b2 white queen · d2 white pawn · g2 white king | b7 black bishop · f7 black queen · a6 white bishop · g5 black pawn · b4 white rook · e4 black pawn · f4 black king · g4 white pawn · h4 black pawn · b3 black pawn · h3 white pawn · b2 white queen · d2 white pawn · g2 white king | b7 black bishop · f7 black queen · a6 white bishop · g5 black pawn · b4 white rook · e4 black pawn · f4 black king · g4 white pawn · h4 black pawn · b3 black pawn · h3 white pawn · b2 white queen · d2 white pawn · g2 white king | b7 black bishop · f7 black queen · a6 white bishop · g5 black pawn · b4 white rook · e4 black pawn · f4 black king · g4 white pawn · h4 black pawn · b3 black pawn · h3 white pawn · b2 white queen · d2 white pawn · g2 white king | 3 |
| 2 | b7 black bishop · f7 black queen · a6 white bishop · g5 black pawn · b4 white rook · e4 black pawn · f4 black king · g4 white pawn · h4 black pawn · b3 black pawn · h3 white pawn · b2 white queen · d2 white pawn · g2 white king | b7 black bishop · f7 black queen · a6 white bishop · g5 black pawn · b4 white rook · e4 black pawn · f4 black king · g4 white pawn · h4 black pawn · b3 black pawn · h3 white pawn · b2 white queen · d2 white pawn · g2 white king | b7 black bishop · f7 black queen · a6 white bishop · g5 black pawn · b4 white rook · e4 black pawn · f4 black king · g4 white pawn · h4 black pawn · b3 black pawn · h3 white pawn · b2 white queen · d2 white pawn · g2 white king | b7 black bishop · f7 black queen · a6 white bishop · g5 black pawn · b4 white rook · e4 black pawn · f4 black king · g4 white pawn · h4 black pawn · b3 black pawn · h3 white pawn · b2 white queen · d2 white pawn · g2 white king | b7 black bishop · f7 black queen · a6 white bishop · g5 black pawn · b4 white rook · e4 black pawn · f4 black king · g4 white pawn · h4 black pawn · b3 black pawn · h3 white pawn · b2 white queen · d2 white pawn · g2 white king | b7 black bishop · f7 black queen · a6 white bishop · g5 black pawn · b4 white rook · e4 black pawn · f4 black king · g4 white pawn · h4 black pawn · b3 black pawn · h3 white pawn · b2 white queen · d2 white pawn · g2 white king | b7 black bishop · f7 black queen · a6 white bishop · g5 black pawn · b4 white rook · e4 black pawn · f4 black king · g4 white pawn · h4 black pawn · b3 black pawn · h3 white pawn · b2 white queen · d2 white pawn · g2 white king | b7 black bishop · f7 black queen · a6 white bishop · g5 black pawn · b4 white rook · e4 black pawn · f4 black king · g4 white pawn · h4 black pawn · b3 black pawn · h3 white pawn · b2 white queen · d2 white pawn · g2 white king | 2 |
| 1 | b7 black bishop · f7 black queen · a6 white bishop · g5 black pawn · b4 white rook · e4 black pawn · f4 black king · g4 white pawn · h4 black pawn · b3 black pawn · h3 white pawn · b2 white queen · d2 white pawn · g2 white king | b7 black bishop · f7 black queen · a6 white bishop · g5 black pawn · b4 white rook · e4 black pawn · f4 black king · g4 white pawn · h4 black pawn · b3 black pawn · h3 white pawn · b2 white queen · d2 white pawn · g2 white king | b7 black bishop · f7 black queen · a6 white bishop · g5 black pawn · b4 white rook · e4 black pawn · f4 black king · g4 white pawn · h4 black pawn · b3 black pawn · h3 white pawn · b2 white queen · d2 white pawn · g2 white king | b7 black bishop · f7 black queen · a6 white bishop · g5 black pawn · b4 white rook · e4 black pawn · f4 black king · g4 white pawn · h4 black pawn · b3 black pawn · h3 white pawn · b2 white queen · d2 white pawn · g2 white king | b7 black bishop · f7 black queen · a6 white bishop · g5 black pawn · b4 white rook · e4 black pawn · f4 black king · g4 white pawn · h4 black pawn · b3 black pawn · h3 white pawn · b2 white queen · d2 white pawn · g2 white king | b7 black bishop · f7 black queen · a6 white bishop · g5 black pawn · b4 white rook · e4 black pawn · f4 black king · g4 white pawn · h4 black pawn · b3 black pawn · h3 white pawn · b2 white queen · d2 white pawn · g2 white king | b7 black bishop · f7 black queen · a6 white bishop · g5 black pawn · b4 white rook · e4 black pawn · f4 black king · g4 white pawn · h4 black pawn · b3 black pawn · h3 white pawn · b2 white queen · d2 white pawn · g2 white king | b7 black bishop · f7 black queen · a6 white bishop · g5 black pawn · b4 white rook · e4 black pawn · f4 black king · g4 white pawn · h4 black pawn · b3 black pawn · h3 white pawn · b2 white queen · d2 white pawn · g2 white king | 1 |
|   | a | b | c | d | e | f | g | h |   |

Câu đố được sáng tác năm 1902 bởi Sommerfeldt cho thây sức mạnh của đòn ghim khi kết hợp với bắt Tốt qua đường.
Nước đi mấu chốt
1.d4!
đe dọa nước đi tiếp theo là 2.Qf2#, tuy nhiên trong tình huống này Đen không thể bắt Tốt qua đường (1...exd3 e.p.+) vì sẽ khiến vua của chính mình bị chiếu, tuy nhiên 
1.e3+
lại hợp lệ. Tuy nhiên, nước đi này khiến Vua của Đen không thể di chuyển tới e3 được nữa, và giúp Trắng có thể chơi
2.d5#

## Trong các biến thể
Trong đa số biến thể cờ vua, nước bắt Tốt qua đường được giữ nguyên do khả năng di chuyển của Tốt cũng được bảo toàn. Một vài biến thể khác cho phép nước đi đầu tiên của Tốt thậm chí di chuyển nhiều hơn hai bước, ví dụ như bốn bước ở cờ vua nhân đôi và sáu bước ở cờ vua chơi trên cái bàn rất lớn. Các biến thể này cũng thường cho phép thực hiện nước bắt Tốt qua đường, tương tự như cách cờ vua nguyên bản thực hiện.
Trong các biến thể cờ vua ba chiều như cờ vua Thiên niên kỉ 3D hay cờ vua của Alice, nước bắt Tốt qua đường cũng là hợp lệ, nhưng không nhất thiết phải là bắt quân Tốt ngay cạnh theo hàng ngang. Trong 5D Chess with Multiverse Time Travel, bắt Tốt qua đường cũng hợp lệ trong từng chiều không gian một, nhưng không hợp lệ giữa các chiều không gian khác nhau.
Các quân cờ trong biến thể cờ vua cũng có những quân có thể thực hiện bắt Tốt qua đường như tốt Berolina.
Bắt Tốt qua đường không xuất hiện trong những biến thể cờ vua không cho phép Tốt đi hai bước trong nước đi đầu tiên, ví dụ như Dragonchess hay Raumschach. Các biến thể ở khu vực châu Á như cờ tướng, shogi hay janggi cũng không có nước tương tự như bắt Tốt qua đường, thậm chí quân Tốt trong những biến thể này không có khả năng ăn quân như của Tốt trong cờ vua.